# Vassily Kandinsky
Vassily Kandinsky, né le 4 décembre 1866 à Moscou et mort le 13 décembre 1944 à Neuilly-sur-Seine, est un peintre russe, naturalisé allemand puis français.
Considéré comme l’un des peintres les plus importants du XXe siècle, il est souvent considéré comme l’auteur de la première œuvre d'art abstrait de l'époque moderne, bien que des historiens d'art soupçonnent Kandinsky d'avoir antidaté cette aquarelle, qui leur semble ressembler à une esquisse de sa Composition VII, de 1913. Quoi qu'il en soit, la célébrité de Kandinsky est liée à son rejet progressif au cours de ces quelques années de tout élément figuratif dans sa peinture.
Formé en économie politique par l'Université russe avant de se consacrer à la peinture, Kandinsky a écrit deux ouvrages de réflexions sur la peinture, traduits et réédités plusieurs fois. Il compose le premier vers 1910, alors qu'il animait le groupe Le Cavalier bleu, quelques années avant l'exposition de ses premières œuvres non figuratives ; à la même époque il publie un recueil de textes accompagnés de gravures sur bois figuratives en couleurs. Il écrit, alors qu'il était professeur au Bauhaus, un ouvrage sur les formes élémentaires des arts graphiques, publié en 1926, correspondant à une évolution de sa peinture à la même époque.

## Biographie

### Jeunesse et inspirations (1866-1896)
Né à Moscou dans un milieu aisé le 4 décembre 1866, Vassily est le fils de Vassili Silvestrovitch Kandinsky et de Lydia Ivanovna Ticheieff. La famille de son père a fait fortune avec le commerce du thé et de la fourrure, sa mère est issue d'une famille noble moscovite. Ses parents sont passionnés de culture, il est initié très tôt au dessin, à la musique et à plusieurs langues étrangères. Il visite à l'âge de trois ans les grandes villes d'Italie, il est alors impressionné par les images et les couleurs.
L'enfant a cinq ans lorsque son père décide de s'installer en 1871 au bord de la mer Noire pour raisons de santé. Vassily passe donc son enfance à Odessa. Ses parents se séparent la même année : sa mère qui se remarie avec un médecin lui rend visite chaque jour chez son père, et c'est sa tante maternelle Élisabeth Ivanovna qui dirige son éducation, elle l'initie en particulier au dessin et à la peinture. À partir de huit ans, il étudie le solfège et le piano, même si sa passion principale reste le dessin ; il commence par la suite l'apprentissage du violoncelle. Il obtient son diplôme de fin d'études en 1885.
Chaque année, pendant son adolescence, il accompagne son père, riche marchand de thé, pour un voyage à Moscou. Il rapporte, rétrospectivement, qu’étant enfant, à Moscou, il était fasciné et exceptionnellement stimulé par la couleur.
En août 1885, il s'inscrit à l’université de Moscou en faculté de droit. Il étudie l'économie politique sous la direction de Tchouprov (ru), puis d'autres disciplines. En 1889, il participe à un groupe ethnographique qui voyage jusqu’à l'oblast de Vologda, au nord-est de Moscou, pour étudier le droit paysan. La population lui apparaît comme « de vivants tableaux bariolés » ; il voit pour la première fois de l'art populaire, qui semble, d'après ses cahiers, l'intéresser autant que l'objet de sa mission. En 1891, il épouse sa cousine, Anna Filipovna Chemiakina, une des rares étudiantes de l'université de Moscou. Ils divorcent en 1911. En 1892, il obtient son diplôme de droit et devint professeur de jurisprudence à l'Université de Moscou.
En 1895, l'exposition des impressionnistes à Moscou, qui ne connaissait que le naturalisme russe (Répine, Chichkine), et la représentation de l'opéra de Wagner, Lohengrin, à laquelle il assista au théâtre de la cour de Moscou marquent son évolution intérieure. Il écrit que complètement incapable de reconnaître le sujet des Meules de Monet, il fait devant ce tableau l'expérience d'une appréciation de la peinture indépendamment de son sujet. Lohengrin, par un effet de synesthésie, lui semble représenter Moscou. « Je voyais mentalement toutes mes couleurs, elles se tenaient devant mes yeux. Des lignes sauvages, presque folles se dessinaient devant moi, ». Les nouvelles théories de la physique, avec la désintégration de l'atome, ont sur lui le même effet sidérant.

### Épanouissement artistique (1896-1911)

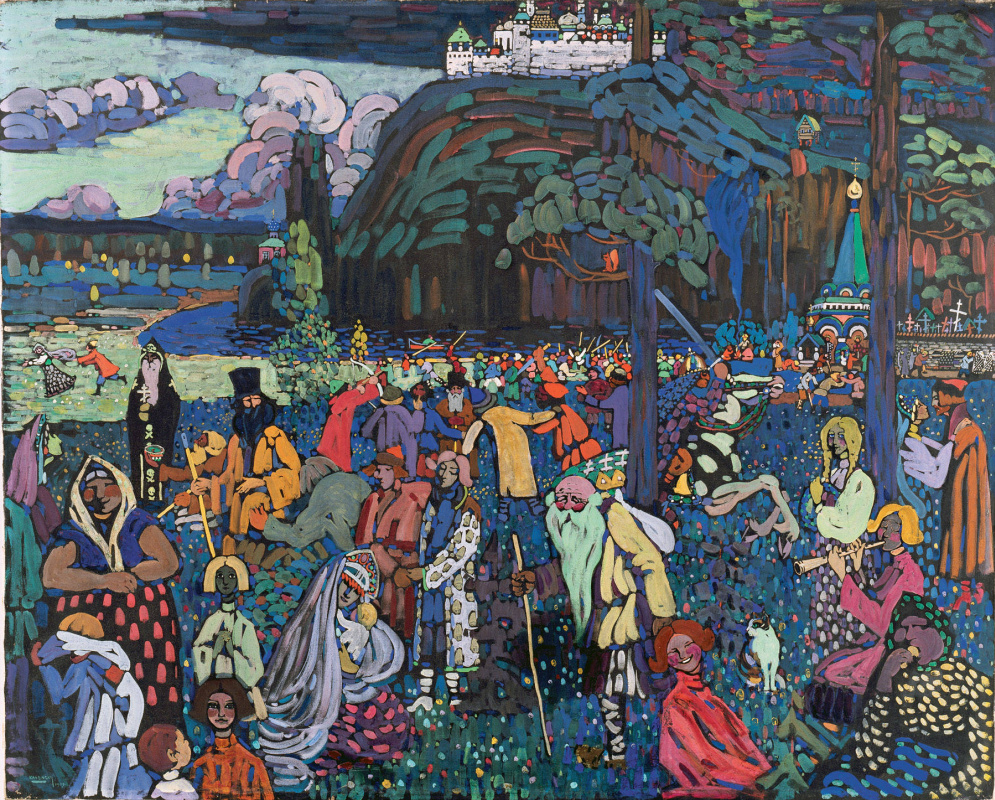
La Vie mélangée, Lenbachhaus de Munich.

Kandinsky éprouve un choc en apprenant, en 1897, que le physicien Joseph John Thomson a prouvé expérimentalement l'existence des électrons. Cette découverte, qui contredit le principe de l'indivisibilité de l'atome (grec ancien ἄτομος [atomos], « insécable »), remet en cause sa confiance en la science et ébranle jusqu'à sa conception de la réalité. Pour lui, cela condamne le positivisme et son pendant en art pictural, le naturalisme.
En 1896, à l’âge de 30 ans, il refuse une chaire de professeur à l'université de Tartu pour commencer des études de peinture : il s’installe à Munich, où il étudie à l'école de dessin Azbé, puis en 1900 à l’académie des Beaux-Arts auprès de Franz von Stuck qui le critique vivement pour ses « extravagances de couleurs ».
Kandinsky commence dès 1901 une carrière de peintre et d'enseignant au groupe Phalanx qu'il a fondé, pour le dissoudre trois ans plus tard. L'une des élèves, Gabriele Münter, devient sa compagne et le reste jusqu'à la Grande Guerre. Ils ne se marieront jamais .
Pour l’essentiel, les peintures de Kandinsky de cette époque ne comportent pas de visages humains. Une exception est Dimanche, Russie traditionnelle (1904), où Kandinsky propose une peinture très colorée, et sans doute imaginaire, de paysans et de nobles devant les murs d’une ville. Sa peinture, intitulée Couple à cheval (1906-1907), montre un cavalier serrant tendrement une femme dans ses bras, qui passe devant une ville russe située sur la rive opposée d’une rivière. Le cheval, caparaçonné d’une étoffe somptueuse, se tient dans l’ombre sous le couvert des bouleaux, tandis que le feuillage et les murailles de la cité se reflètent en une multitude de taches de couleur illuminant l'eau,.
Une peinture fondamentale de Kandinsky de ces années 1900 est probablement Le Cavalier bleu en 1903, qui montre un personnage portant une cape chevauchant rapidement à travers une prairie. Kandinsky représente le cavalier plus par une série de touches colorées que par des détails précis. En elle-même, cette peinture n’est pas exceptionnelle, lorsqu’on la compare aux tableaux d’autres peintres contemporains, mais elle montre la direction que Kandinsky suit dans les années suivantes, et son titre annonce le groupe qu’il fonde quelques années plus tard.
De 1906 à 1908, Kandinsky passe une grande partie de son temps à voyager à travers l’Europe, jusqu’à ce qu’il s’installe dans la petite ville bavaroise de Murnau.
Pendant son séjour à Paris en 1907, il peint La Vie mélangée, toile qui clôt le grand ensemble de peintures de son œuvre précoce, réalisée entre 1902 et 1907, et qu'il nomme des « dessins colorés ». Prenant à contre-pied le mouvement des Ambulants, qui proposent des sujets concernant le peuple et qui peignent dans une manière réaliste ou naturaliste, Kandinsky évoque dans ces toiles empreintes de nostalgie le passé lointain, où se côtoient des figures de la vieille Russie, de la vieille Allemagne, ou encore de la période Biedermeier. Dans La Vie mélangée, il « semble qu'en faisant l'amalgame entre la figure et le fond, l'artiste s'exerce déjà dans ce genre de scènes à des visions presque abstraites ».
La Montagne bleue (1908-1909), peinte à cette époque, montre davantage sa tendance vers l’abstraction pure. Une montagne bleue apparaît entre deux grands arbres, l’un jaune et l’autre rouge. Un groupe de trois cavaliers et quelques autres personnages traversent le bas de la toile. Le visage, les habits et la selle des cavaliers sont chacun d’une couleur unie, et aucun des personnages ne montre de détail réaliste. Le large emploi de la couleur dans La Montagne bleue illustre l’évolution de Kandinsky vers un art dans lequel la couleur elle-même est appliquée indépendamment de la forme.
À partir de 1909, ce que Kandinsky appelle le « chœur des couleurs » devient de plus en plus éclatant, il le charge d’un pouvoir émotif et d’une signification cosmique intense. Cette évolution a été attribuée à un ouvrage de Goethe, le Traité des couleurs (Farbenlehre), qui a influencé ses livres Du spirituel dans l’art et Regards sur le passé. L'année suivante, il peint la première œuvre abstraite réalisée à partir d’une conviction profonde et dans un but clairement défini : substituer à la figuration et à l’imitation de la « réalité » extérieure du monde matériel une création pure de nature spirituelle qui ne procède que de la seule nécessité intérieure de l’artiste. Ou, pour reprendre la terminologie du philosophe Michel Henry, substituer à l’apparence visible du monde extérieur la réalité intérieure pathétique et invisible de la vie. Kandinsky a expliqué que l'intuition qui l'avait mené vers l'abstraction s'était produite en 1908, à la vue d'un de ses propres tableaux posé sur le côté, méconnaissable dans la lumière déclinante du crépuscule.

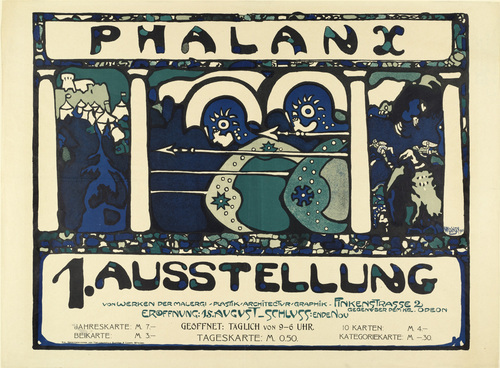
Phalanx, lithographie (1901)
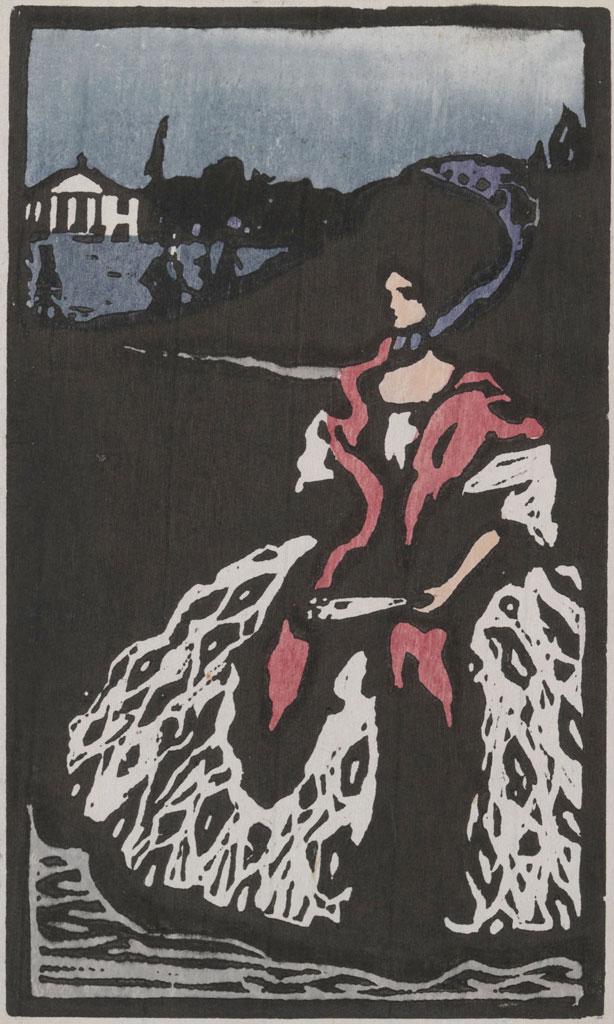
Femme avec un éventail, xylogravure (1903)
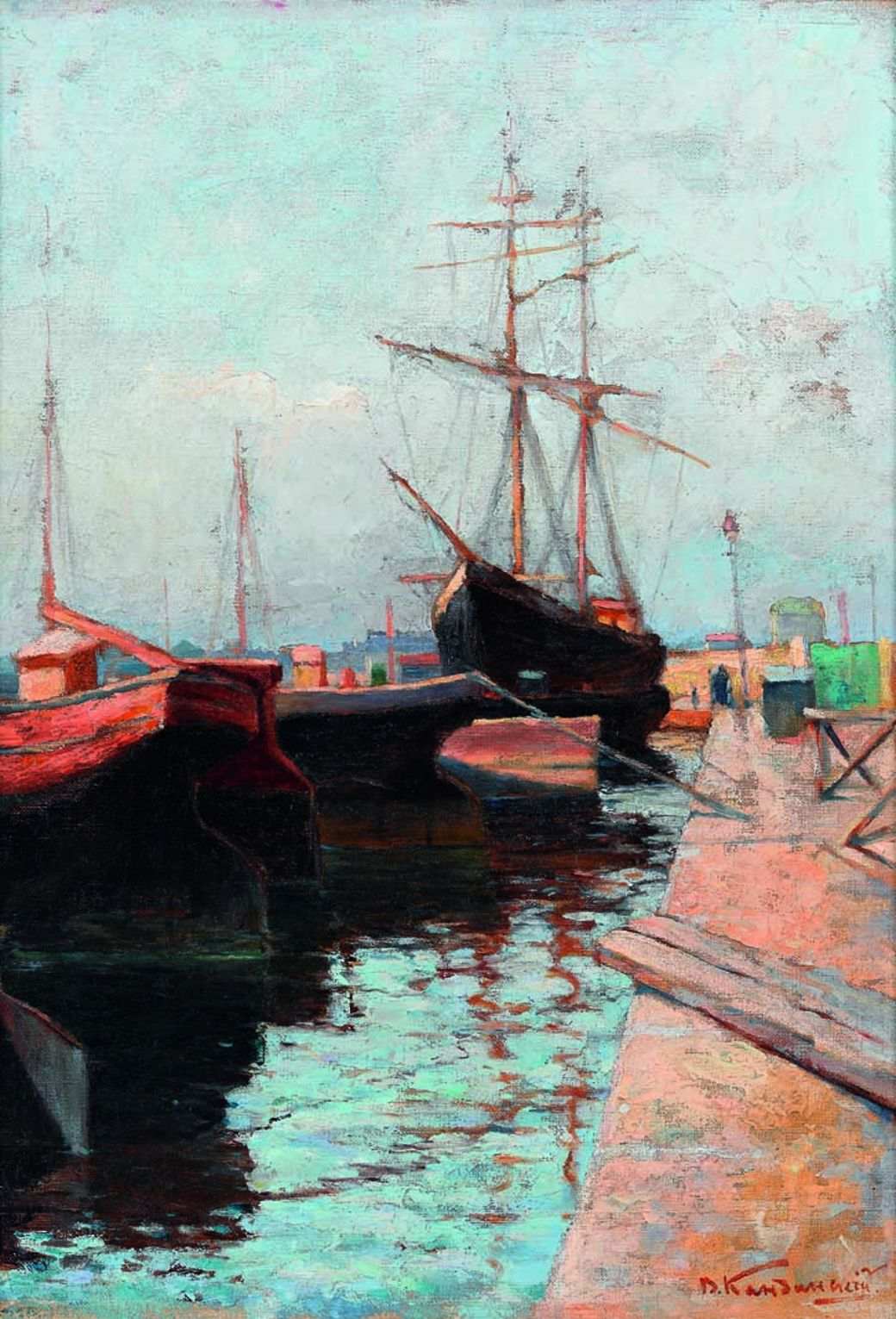
Le Port d'Odessa (1898)
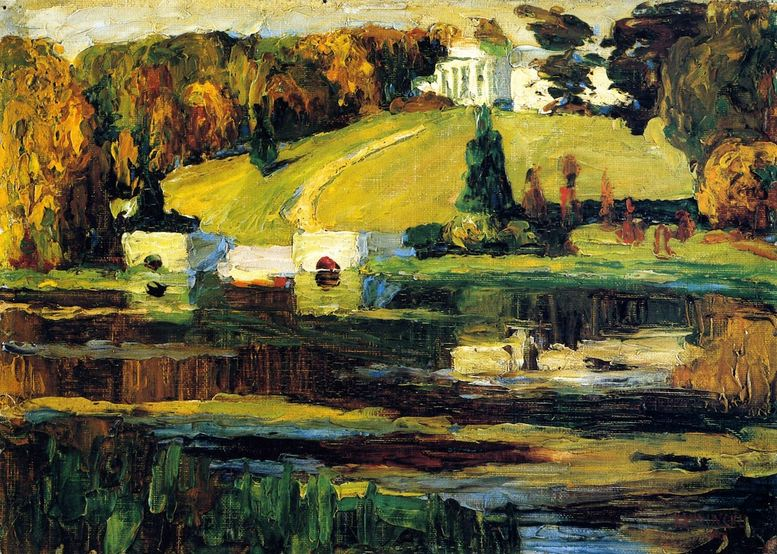
Akhtyrka (1901)
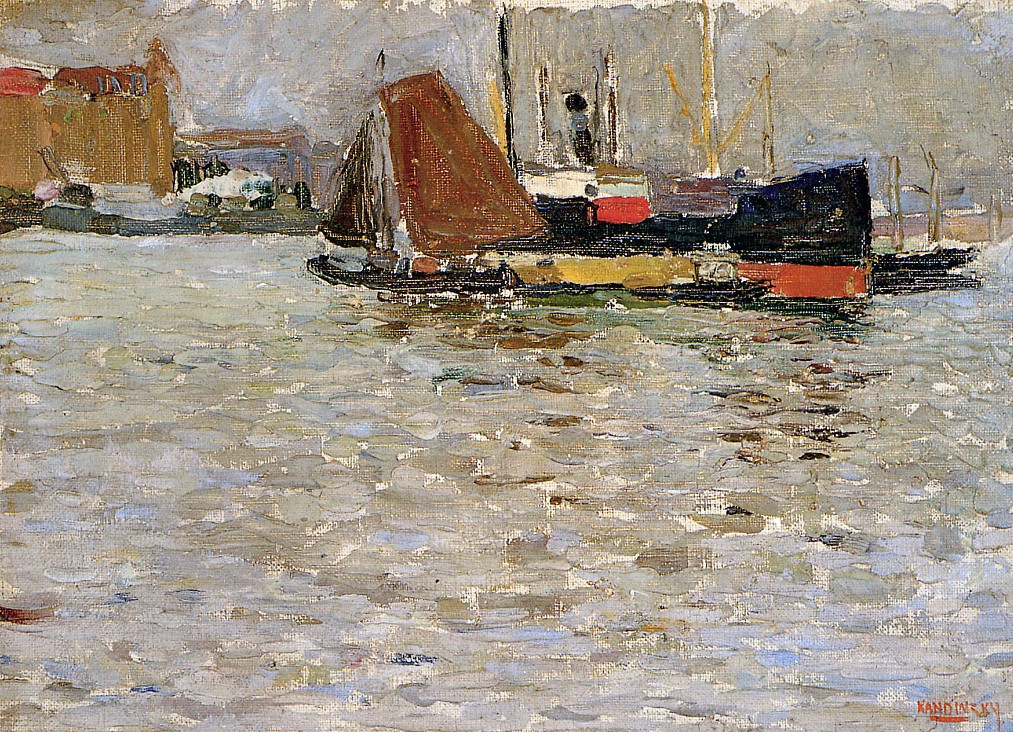
Soleil de Rotterdam (1906)
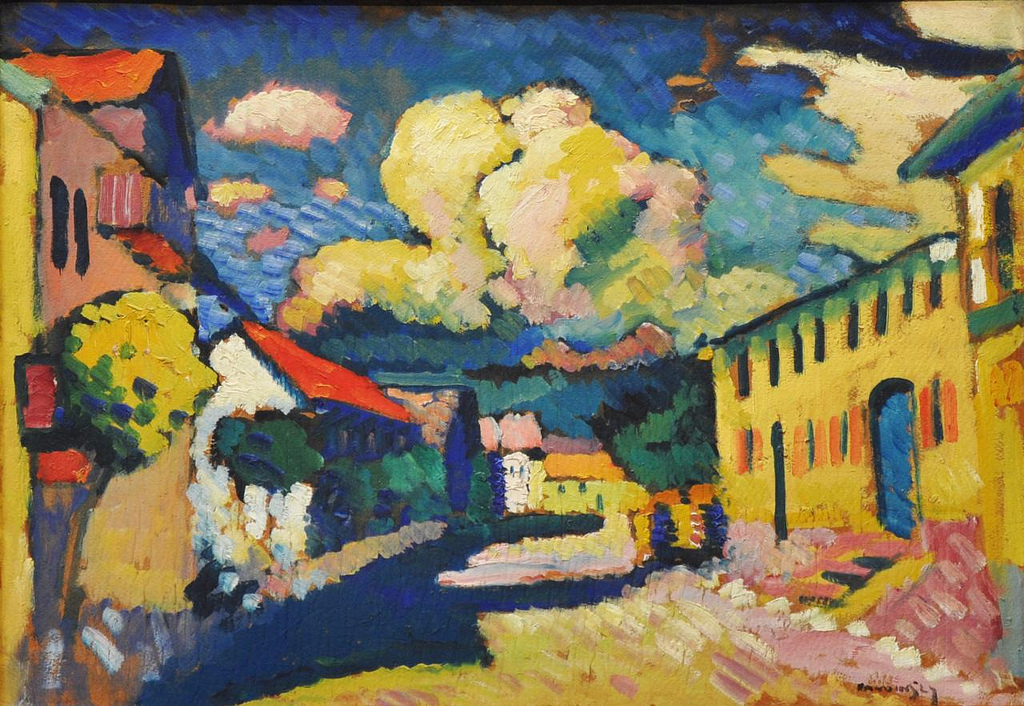
Murnau, rue principale (1908)
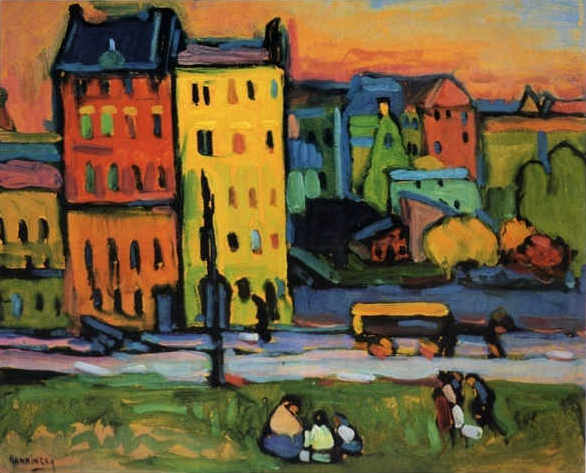
Maisons de Munich (1908)
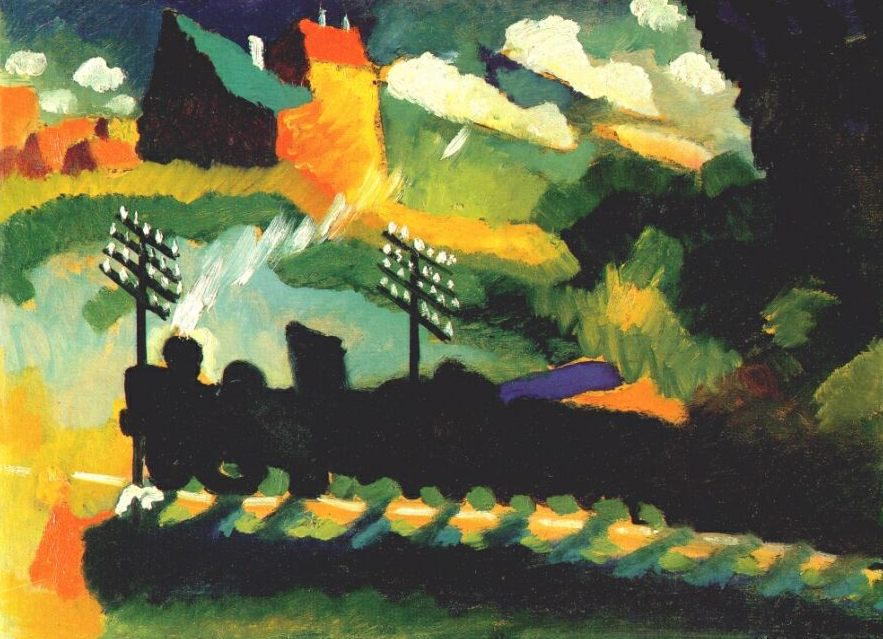
Murnau, train et château (1909)

### Le Cavalier bleu(1911-1914)

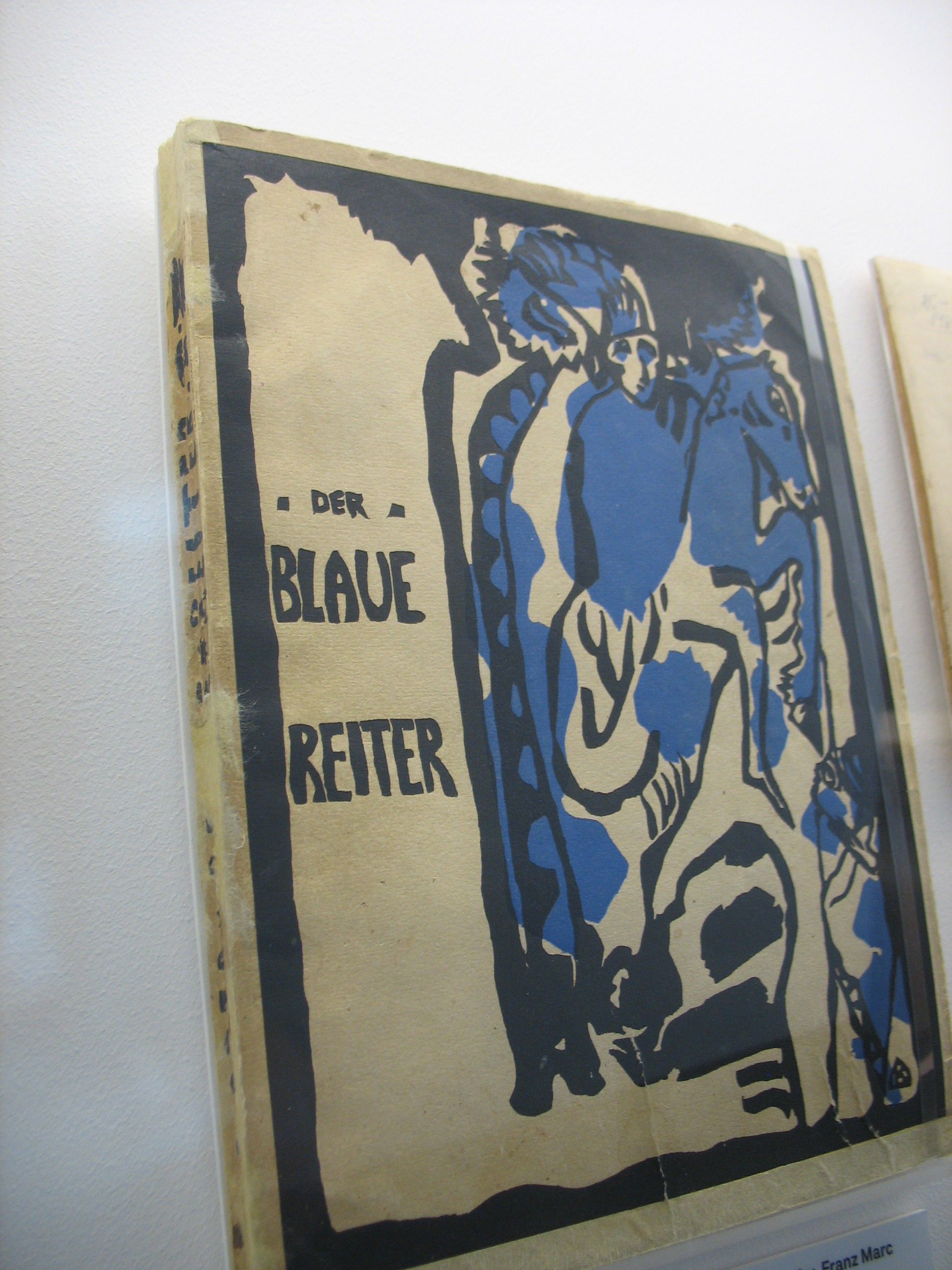
Almanach Le Cavalier bleu, en 1912. La couverture est une gravure de Kandinsky.

Les peintures de cette période comportent de grandes masses colorées très expressives, évoluant indépendamment des formes et des lignes qui ne servent plus à les délimiter ou à les mettre en valeur, mais se combinent avec elles, se superposent et se chevauchent de façon très libre pour former des toiles d’une force extraordinaire.
La musique a eu une grande influence sur la naissance de l’art abstrait ; étant abstraite par nature et ne cherchant pas à représenter vainement le monde extérieur, mais simplement à exprimer de façon immédiate des sentiments intérieurs à l’âme humaine. Kandinsky utilise parfois des termes musicaux pour désigner ses œuvres : il appelle beaucoup de ses peintures les plus spontanées des « improvisations », tandis qu’il nomme « compositions » quelques-unes parmi les plus élaborées et les plus longuement travaillées, un terme qui résonne en lui comme une prière. Kadinsky présente en effet une forme de synesthésie par laquelle il associe des couleurs et des formes aux sons.
En plus de la peinture elle-même, Kandinsky se consacre à la constitution d’une théorie de l’art. Il a contribué à fonder l’association des Nouveaux Artistes de Munich, dont il devient le président en 1909. Le groupe est incapable d’intégrer les approches les plus radicales, comme celles de Kandinsky, du fait d’une conception plus conventionnelle de l’art et se dissout fin 1911. Kandinsky fonde alors une nouvelle association, Le Cavalier bleu, avec des artistes plus proches de sa vision de l’art, tels que Franz Marc. Cette association réalise un almanach, appelé L’Almanach du Cavalier bleu, qui connaît deux parutions. C'est le 19 juin 1911 que Kandinsky annonce dans sa lettre à Marc l'idée de faire l'almanach. Davantage de numéros étaient prévus, mais la déclaration de la Première Guerre mondiale en 1914 met fin à ces projets, et Kandinsky retourne chez lui en Russie via la Suisse et la Suède.
Son premier grand ouvrage théorique sur l’art, intitulé Du spirituel dans l’art et dans la peinture en particulier, paraît fin 1911. Il expose dans ce court traité sa vision personnelle de l’art, dont la véritable mission est d’ordre spirituel, ainsi que sa théorie de l’effet psychologique des couleurs sur l’âme humaine et leur sonorité intérieure. L’Almanach du Cavalier bleu est publié peu de temps après. Ces écrits de Kandinsky servent à la fois de défense, de promotion de l’art abstrait et de démonstration que toute forme d’art authentique est également capable d’atteindre une certaine profondeur spirituelle. Il pense que la couleur peut être utilisée dans la peinture comme une réalité autonome et indépendante de la description visuelle d’un objet ou d’une autre forme.

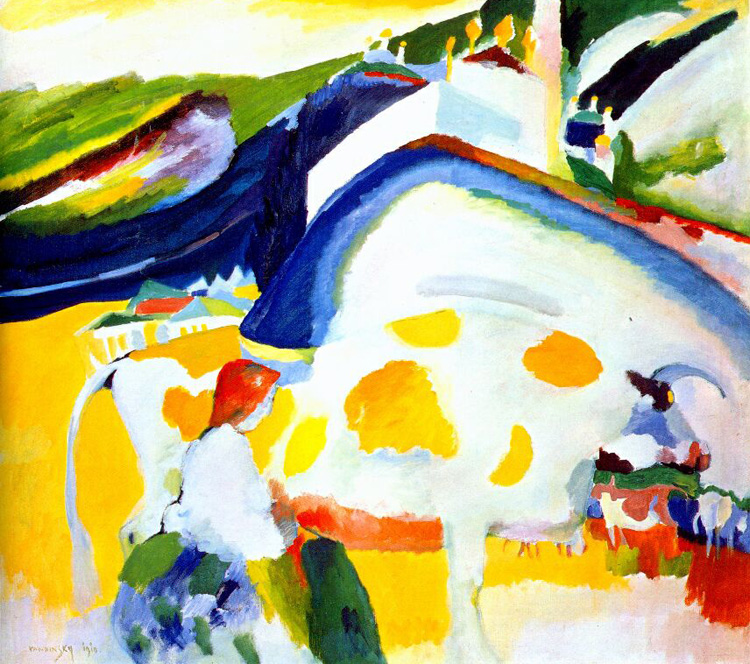
La Vache (1910)
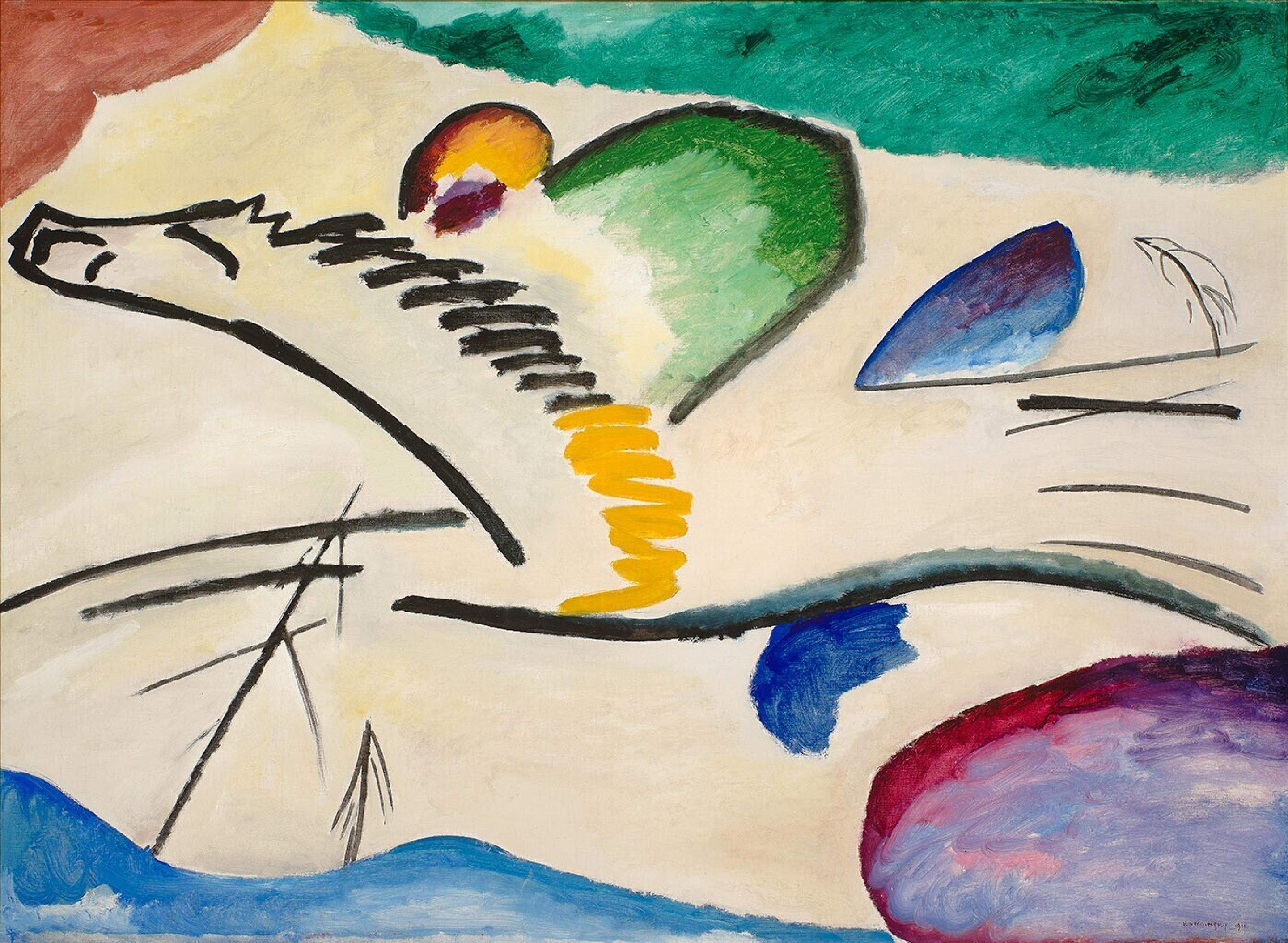
Le Cavalier (1911), 94 × 130 cm
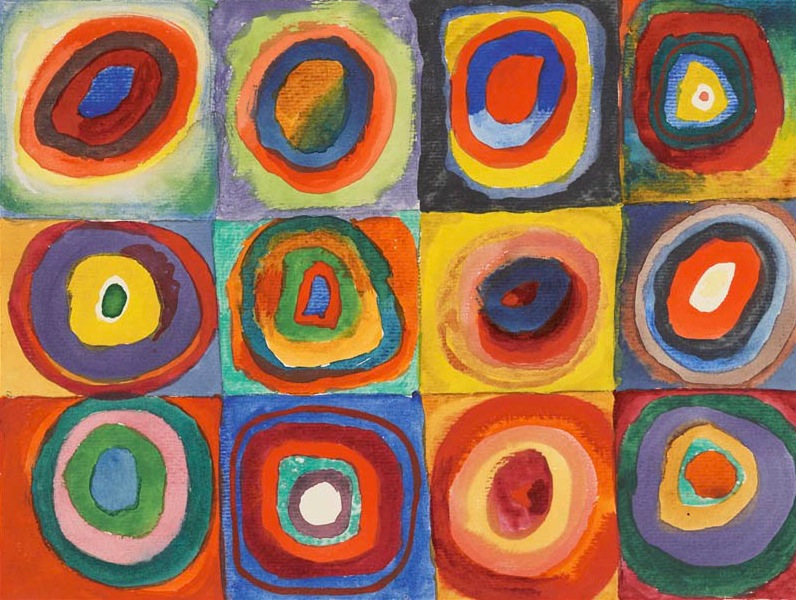
Carrés et cercles concentriques (1913)
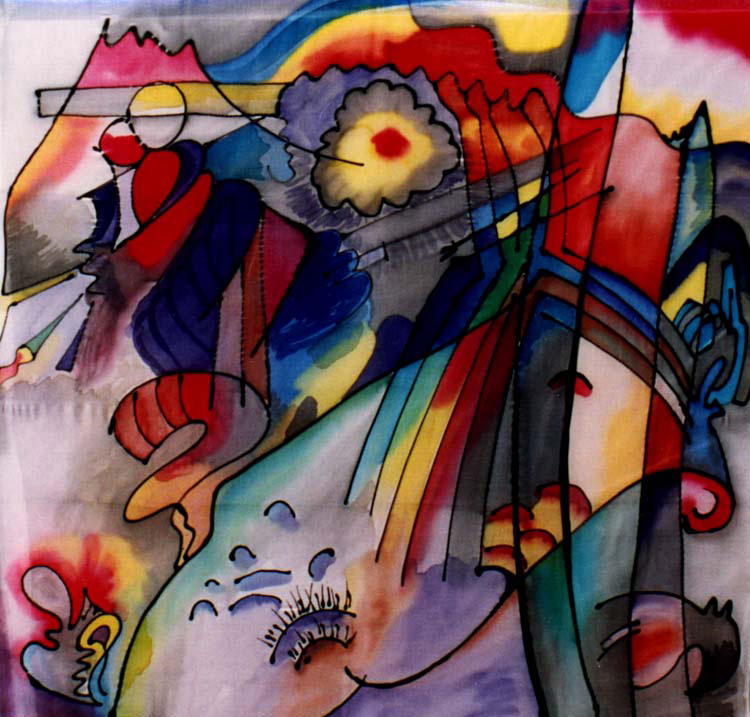
293 (1913)
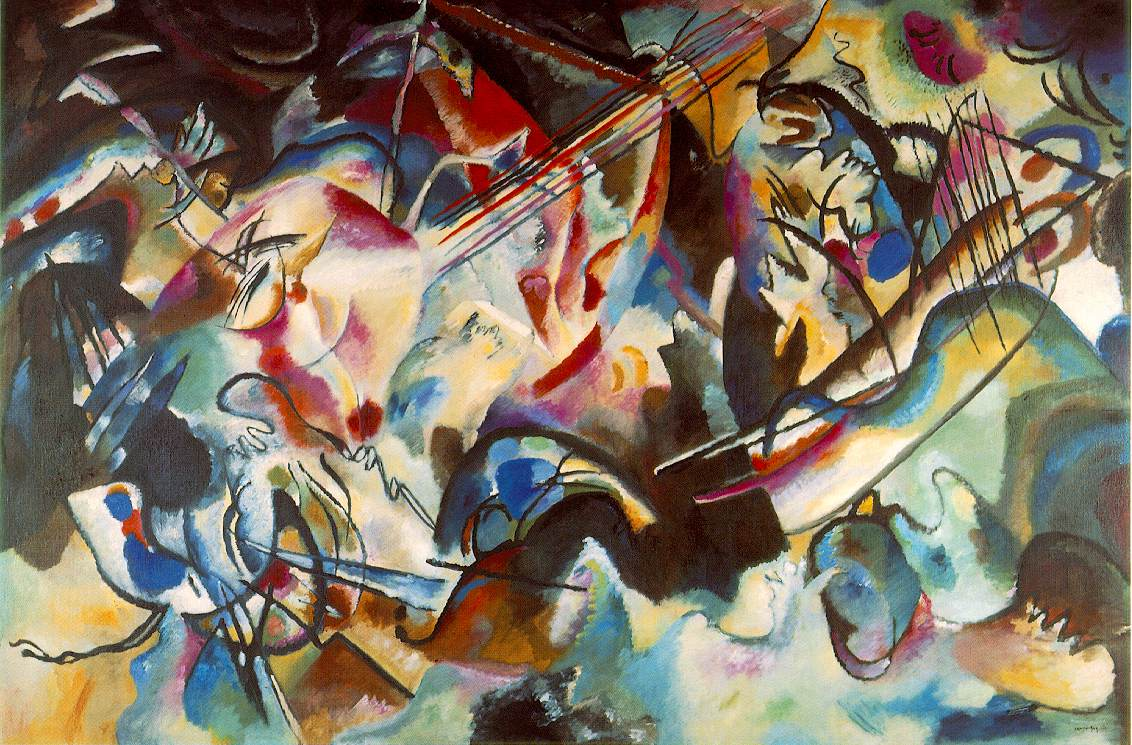
Composition VI (1913)

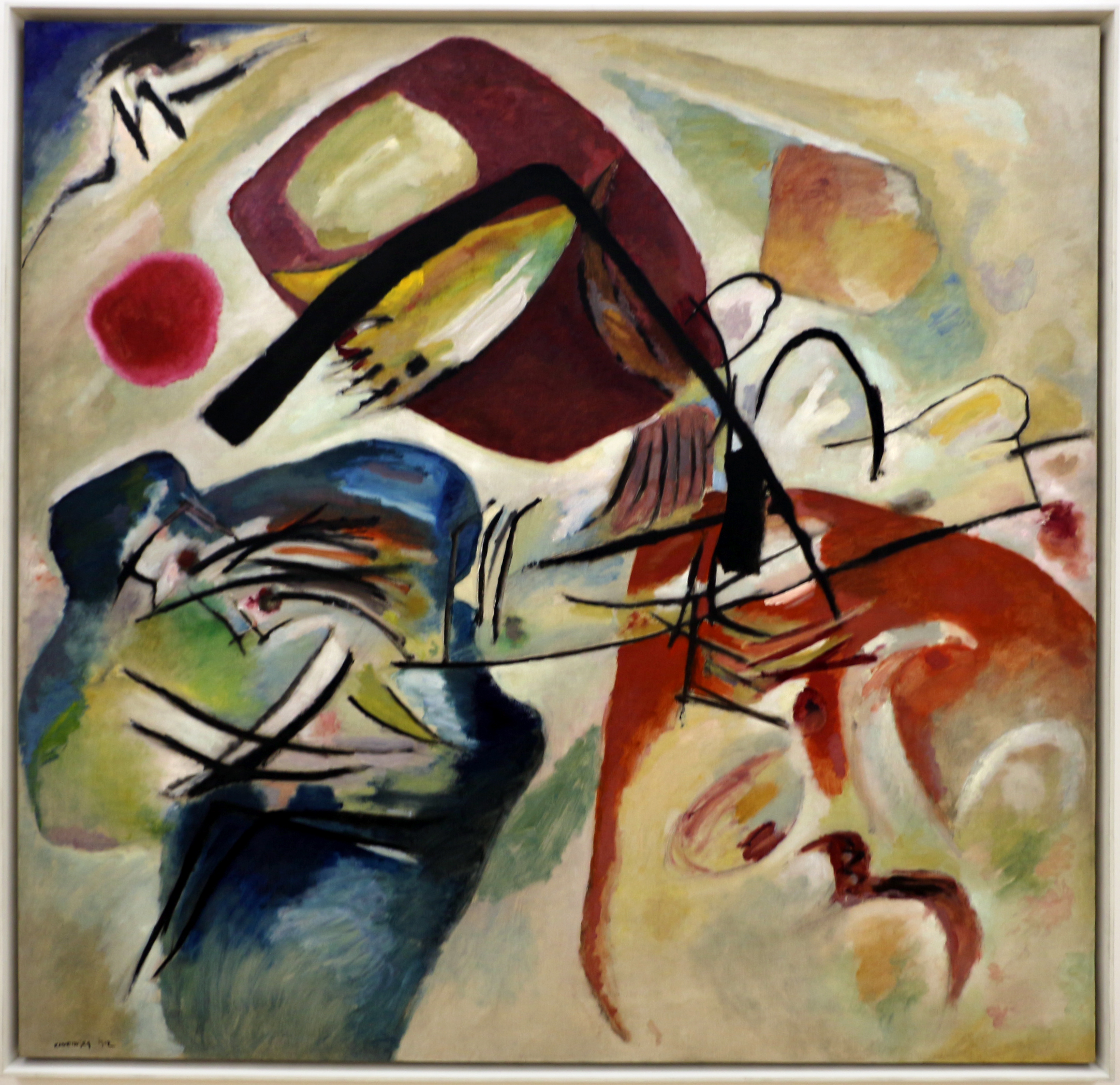
Avec l'arc noir (1912), Musée national d'Art Moderne, Centre Georges-Pompidou (Paris)

En 1912 il peint Avec l'Arc noir une des premières œuvres abstraites (qui ne représente rien de la réalité), et conçue comme telle, de l’histoire de l’art. Elle ne représente rien d'autre que des formes et des couleurs libérées de la « figure », de la « représentation » du monde. Cette liberté des formes tend à provoquer des émotions, des sentiments par le jeu de la composition, des harmonies colorées, des équilibres, des masses et du mouvement organisé autour de l'arc noir. Il est comme le chef d’orchestre de toute la toile. Le geste improvisé du peintre révèle malgré tout une mise en scène réfléchie, pensée, où rien n'est laissé au hasard, pour déclencher chez le spectateur une « vibration ». Kandinsky cherche ici à restituer la musique de Wagner, d’où le terme abstraction « lyrique » (lié à la musique). Il est d’ailleurs l'ami du compositeur Arnold Schoenberg, qui écrira la première partition atonale.

### Retour en Russie (1914-1921)

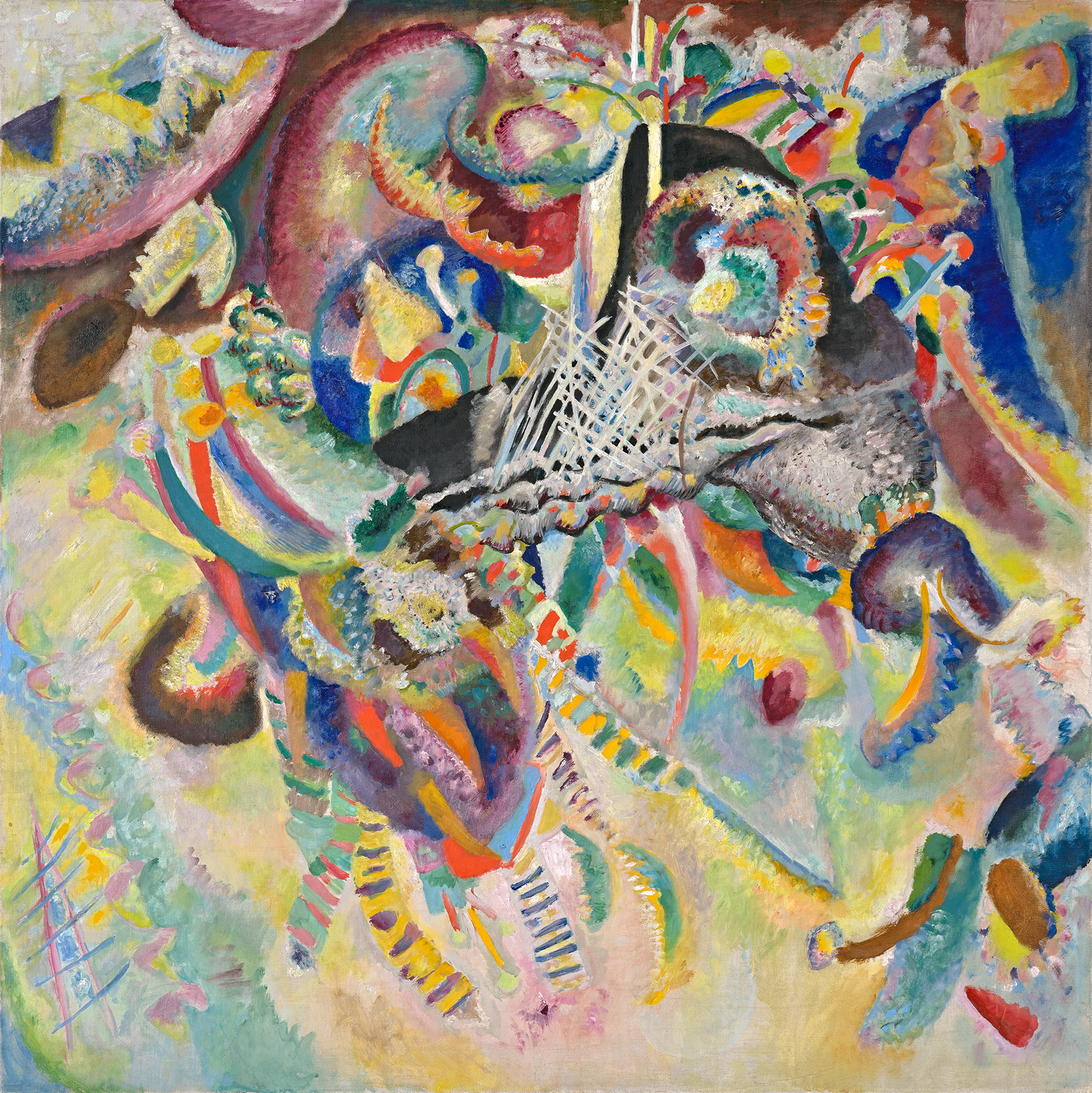
Fugue (1914), fondation Beyeler (Riehen)

De 1918 à 1921, Kandinsky s’occupe du développement de la politique culturelle de la Russie, il apporte sa collaboration dans les domaines de la pédagogie de l’art et de la réforme des musées. Il se consacre également à l’enseignement artistique avec un programme reposant sur l’analyse des formes et des couleurs, ainsi qu’à l’organisation de l’Institut de culture artistique à Moscou. Il peint très peu durant cette période. Il fait la connaissance, en 1916, de Nina Andreievskaïa qui devient son épouse l’année suivante. Kandinsky reçoit en 1921 la mission de se rendre en Allemagne, au Bauhaus de Weimar, sur l’invitation de son fondateur, l’architecte Walter Gropius. L’année suivante, les Soviétiques interdisent officiellement toute forme d’art abstrait, car jugé nocif pour les idéaux socialistes.

### Le Bauhaus (1922-1933)
Le Bauhaus est alors une école d'architecture et d’art novateur, qui a pour objectif de fusionner les arts plastiques et les arts appliqués, et dont l’enseignement repose sur la mise en application théorique et pratique de la synthèse des arts plastiques. Kandinsky y retrouve ses anciens condisciples auprès de von Stuck, Paul Klee et Josef Albers. Il donne des cours dans le cadre de l’atelier de peinture murale, qui reprennent sa théorie des couleurs en y intégrant de nouveaux éléments sur la psychologie de la forme. Le développement de ces travaux sur l’étude des formes, en particulier le point et les différentes formes de lignes, conduit à la publication de son second livre, Point et ligne sur plan, en 1926.
Les éléments géométriques prennent dans son enseignement comme dans sa peinture une importance grandissante, en particulier le cercle, le demi-cercle, l’angle et les lignes droites ou courbes. Cette période est pour lui une période d’intense production. Par la liberté dont témoigne chacune de ses œuvres, par le traitement des surfaces riches en couleurs et en dégradés magnifiques, comme dans sa toile Jaune-rouge-bleu (tableau de 1925, dans lequel il transpose l'un des théorèmes du Traité des couleurs de Goethe, la naissance du rouge à partir de la rencontre et de l'intensification mutuelle de la lumière, soit la couleur jaune, et de l'obscurité, la couleur bleue), Kandinsky se démarque nettement du constructivisme ou du suprématisme dont l’influence était grandissante à cette époque.
Les formes principales qui constituent cette toile de deux mètres de large intitulée Jaune-rouge-bleu sont un rectangle vertical jaune, une croix rouge légèrement inclinée et un grand cercle bleu foncé, tandis qu’une multitude de lignes noires droites ou sinueuses et d’arcs de cercle, ainsi que quelques cercles monochromes et quelques damiers colorés, contribuent à sa délicate complexité,. Cette simple identification visuelle des formes et des principales masses colorées présentes sur la toile ne correspond qu’à une première approche de la réalité intérieure de l’œuvre, dont la juste appréciation nécessite une observation bien plus approfondie, non seulement des formes et des couleurs utilisées dans la peinture, mais également de leur relation, de leur position absolue et de leur disposition relative sur la toile, de leur harmonie d’ensemble et de leur accord réciproque.
Confronté à l’hostilité des partis de droite, le Bauhaus quitte Weimar pour s’installer à Dessau-Roßlau, dès 1925. À la suite d'une campagne de diffamation acharnée de la part des nazis, le Bauhaus est fermé à Dessau en 1932 et Kandinsky s’installe à Berlin-Südende car l’école poursuit ses activités à Berlin jusqu’à sa dissolution en juillet 1933. Kandinsky quitte alors l’Allemagne pour s’installer à Paris où il expose en octobre et novembre 1933 au Salon des surindépendants.

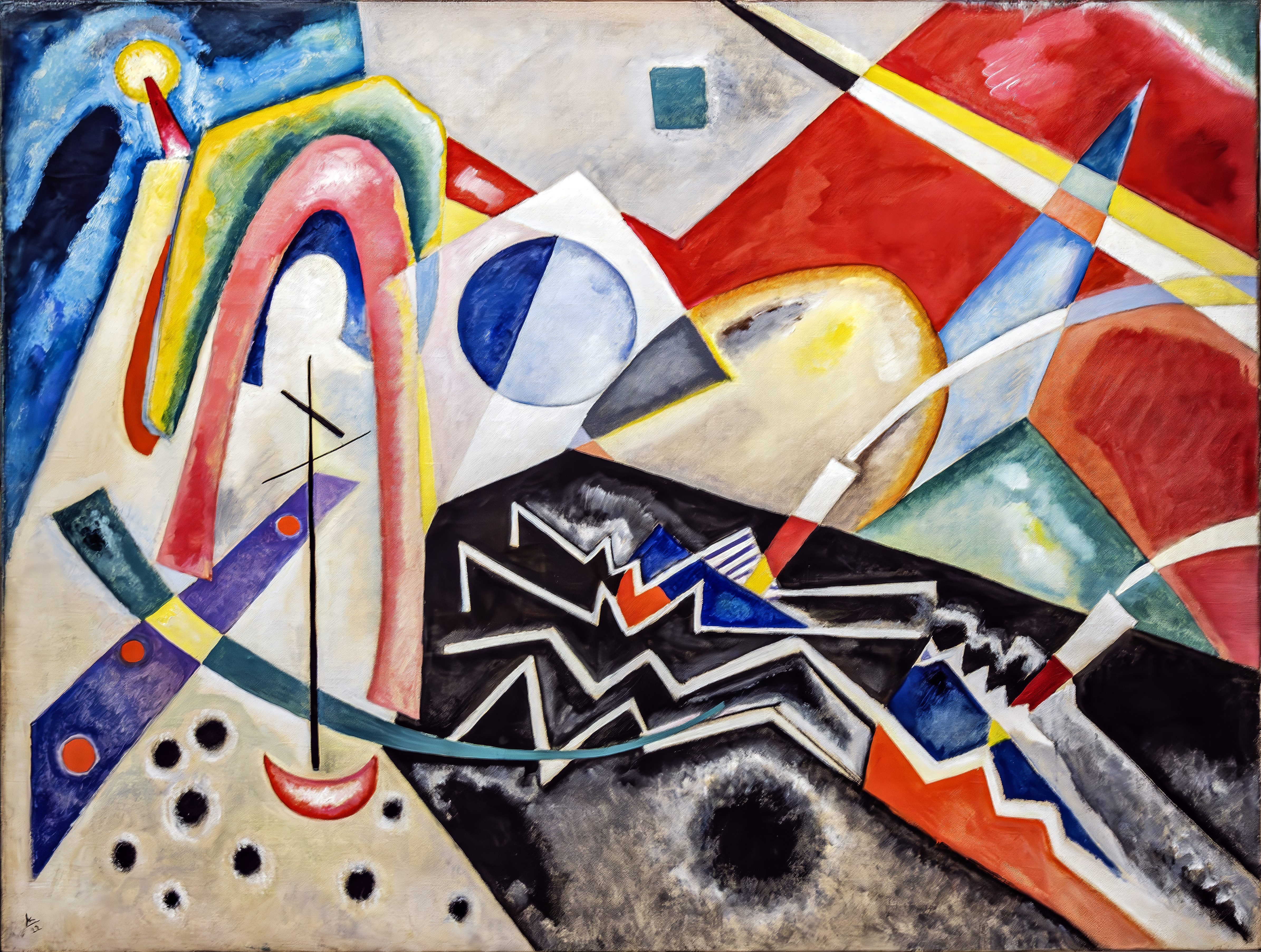
Zigzag blanc  (1922), Ca' Pesaro Venise
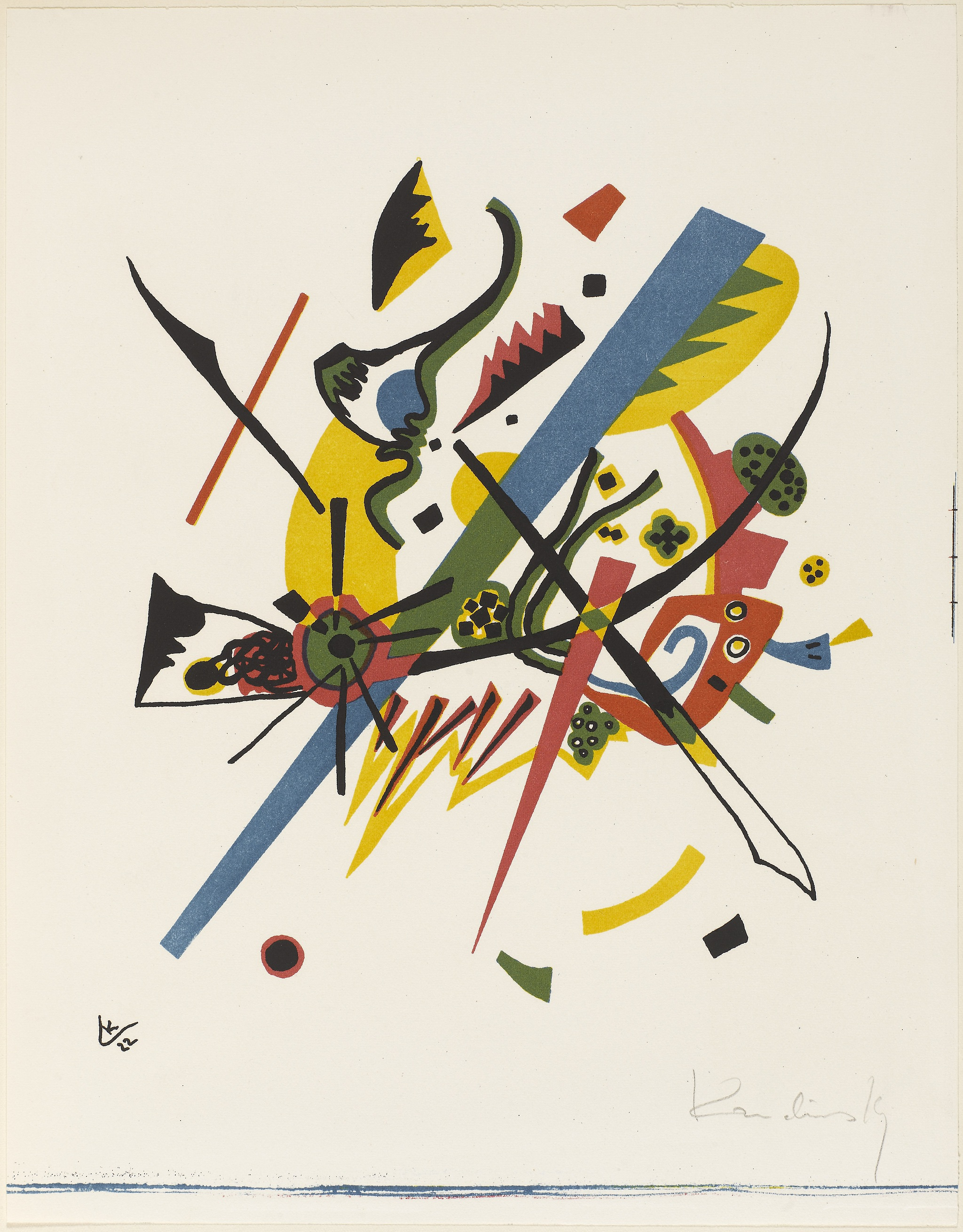
Petits mondes (1922)
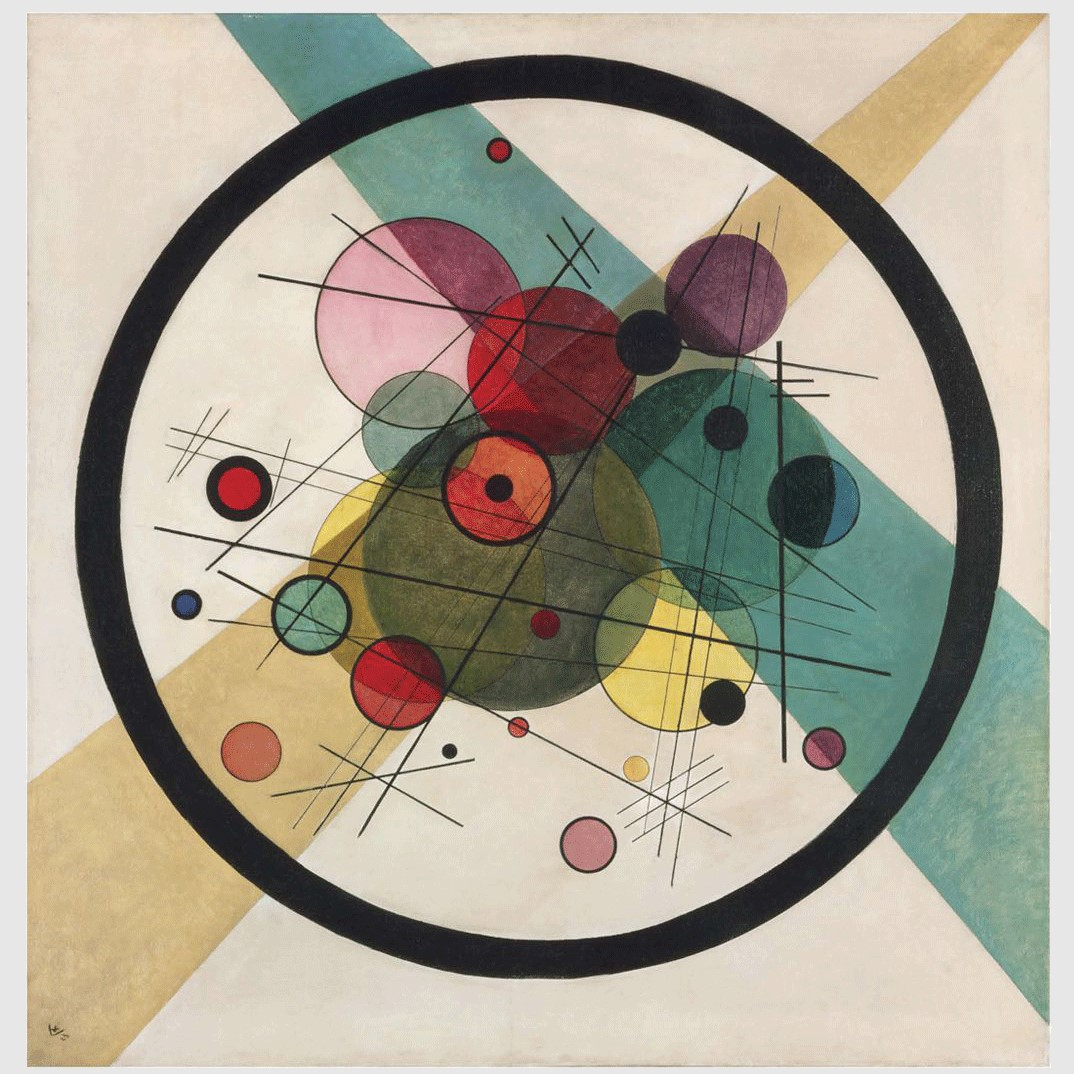
Cercles encerclés (1923)
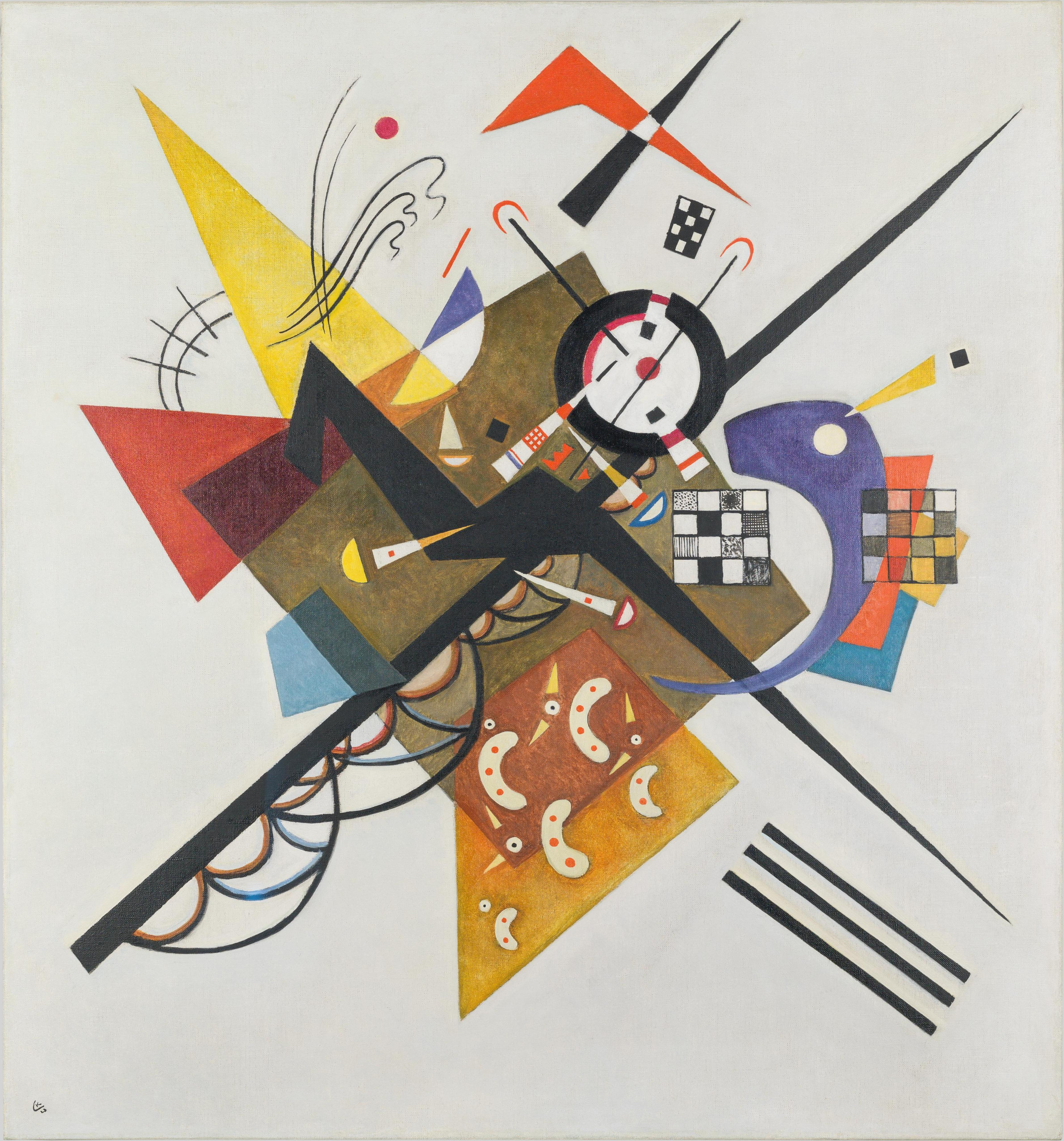
Sur blanc II (1923)
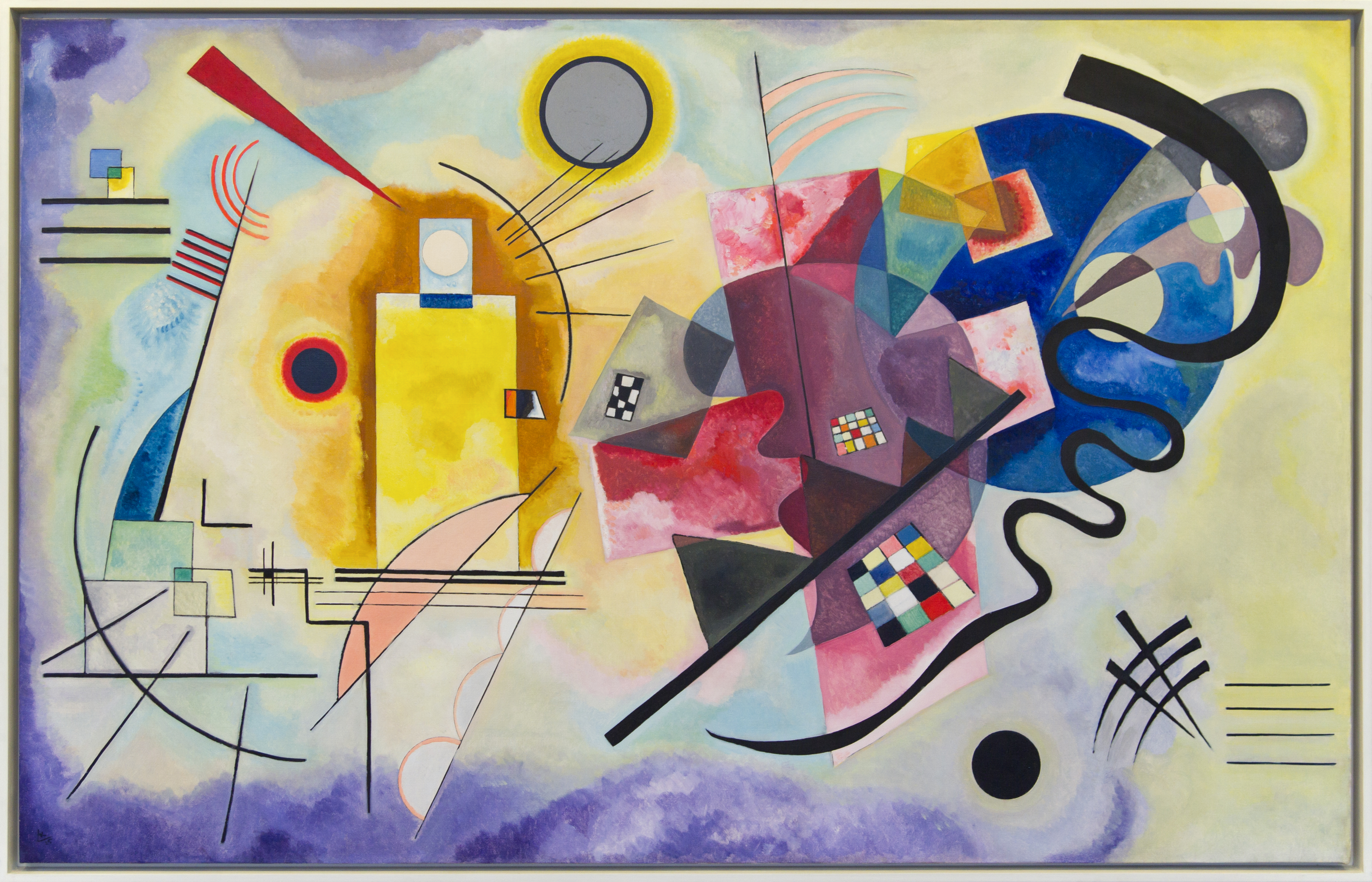
Jaune-rouge-bleu (1925)
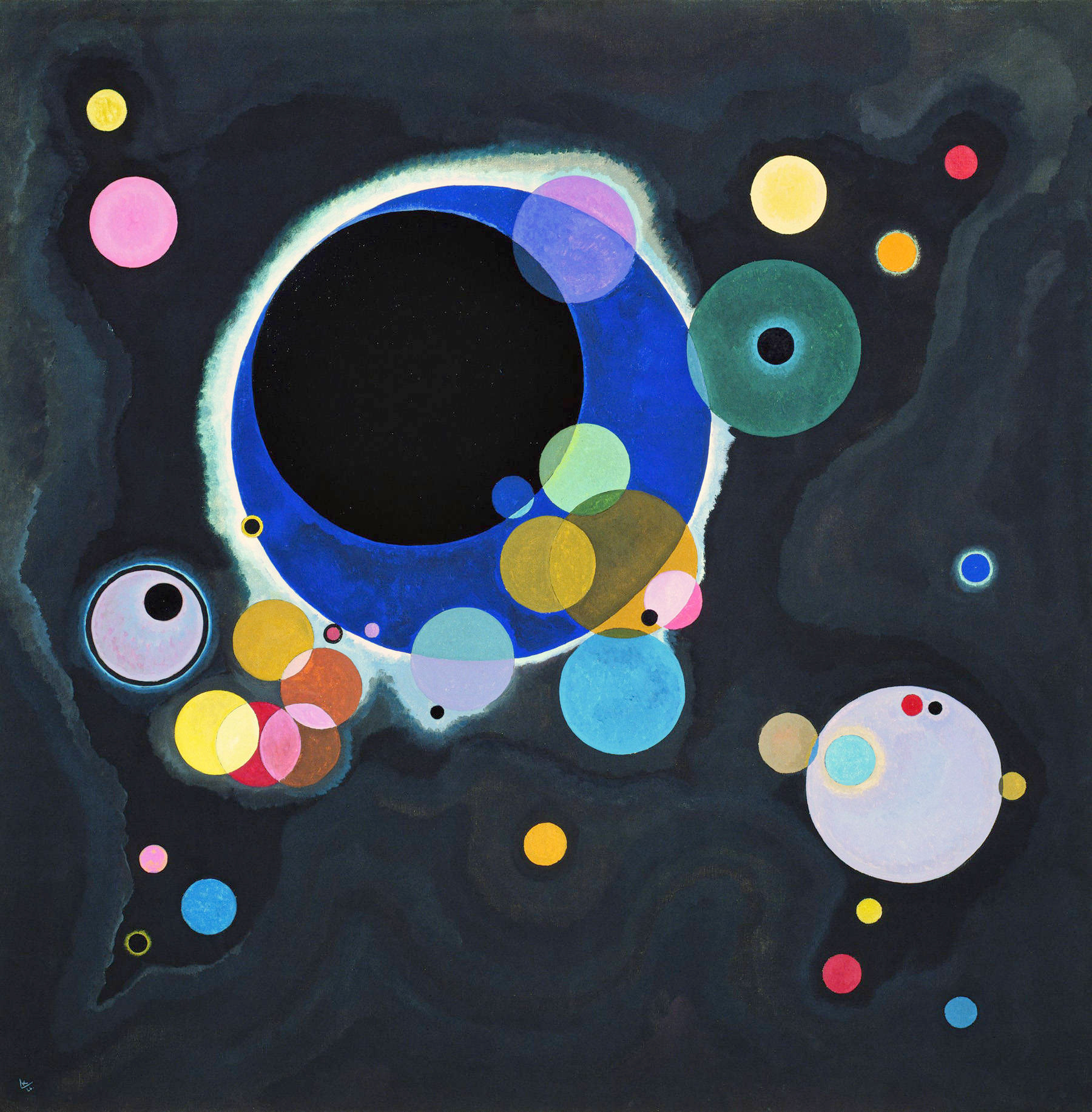
Quelques Cercles (1926)
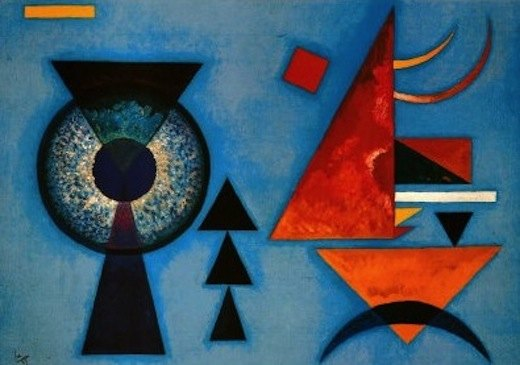
Molle rudesse (1927)
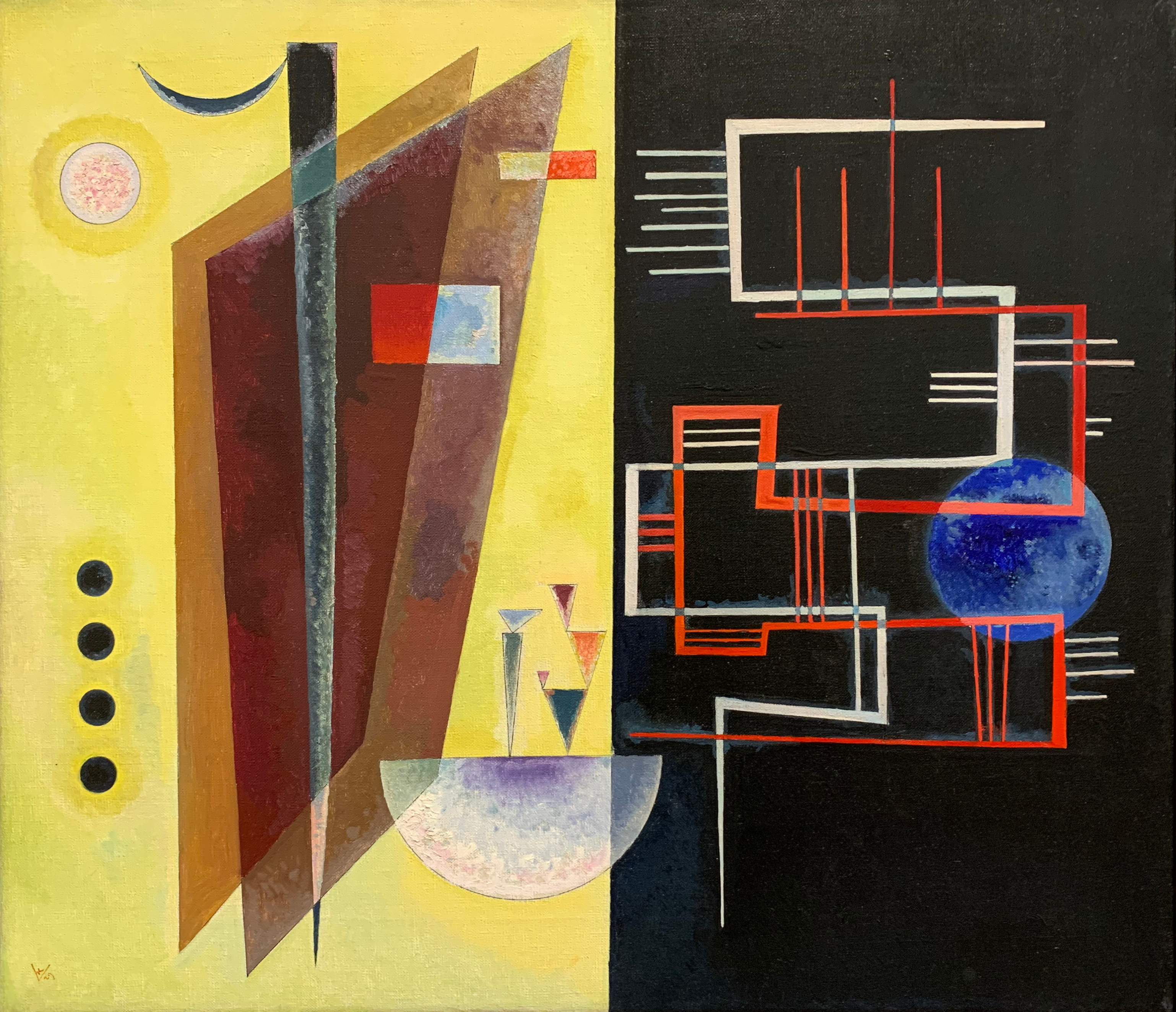
Inner Alliance (1929)

### La grande synthèse (1934-1944)
À Paris, il se trouve relativement isolé, d’autant plus que l’art abstrait, en particulier géométrique, n’est guère reconnu : les tendances artistiques à la mode sont plutôt le cubisme ou l'Art déco. Il vit et travaille dans un petit appartement dont il a aménagé la salle de séjour en atelier. Des formes biomorphiques aux contours souples et non géométriques font leur apparition dans son œuvre, des formes qui évoquent extérieurement des organismes microscopiques, mais qui expriment toujours la vie intérieure de l’artiste. Il recourt à des compositions de couleurs inédites qui évoquent l’art populaire slave et qui ressemblent à des ouvrages en filigrane précieux. Il utilise également du sable qu’il mélange aux couleurs pour donner à la peinture une texture granuleuse.
Cette période correspond en fait à une vaste synthèse de son œuvre antérieure, dont il reprend l’ensemble des éléments tout en les enrichissant. Il peint en 1936 et 1939 ses deux dernières grandes toiles particulièrement élaborées et longuement mûries qu’il avait cessé de produire depuis de nombreuses années. Composition IX est une toile aux diagonales puissantes fortement contrastées dont la forme centrale évoque un embryon humain dans le ventre de sa mère,. Les petits carrés de couleur et les bandes colorées semblent se détacher du fond noir de Composition X comme des fragments ou des filaments d’étoiles, tandis que d’énigmatiques hiéroglyphes aux tons pastels recouvrent la grande masse marron qui semble flotter dans le coin supérieur gauche de la toile,.
Dans les œuvres de Kandinsky, un certain nombre de caractéristiques sautent immédiatement aux yeux, tandis que certaines sonorités sont plus discrètes et comme voilées, c’est-à-dire qu’elles ne se révèlent que progressivement à ceux qui font l’effort d’approfondir leur rapport avec l’œuvre et d’affiner leur regard. Il ne faut donc pas se contenter d’une première impression ou d’une identification grossière des formes que l’artiste a utilisées et qu’il a subtilement harmonisées et mises en accord pour qu’elles entrent efficacement en résonance avec l’âme du spectateur.
Il acquiert la nationalité française en 1939. Il meurt à Neuilly-sur-Seine le 13 décembre 1944, laissant une œuvre abondante, et est inhumé au cimetière nouveau de Neuilly-sur-Seine, Division 16 rang 35, où il repose avec Nina.

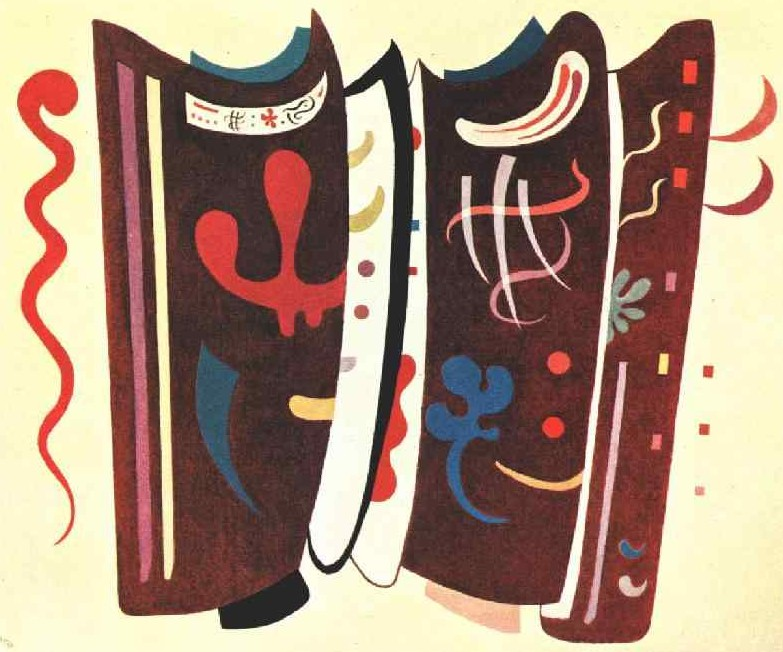
Marron avec supplément (1935)
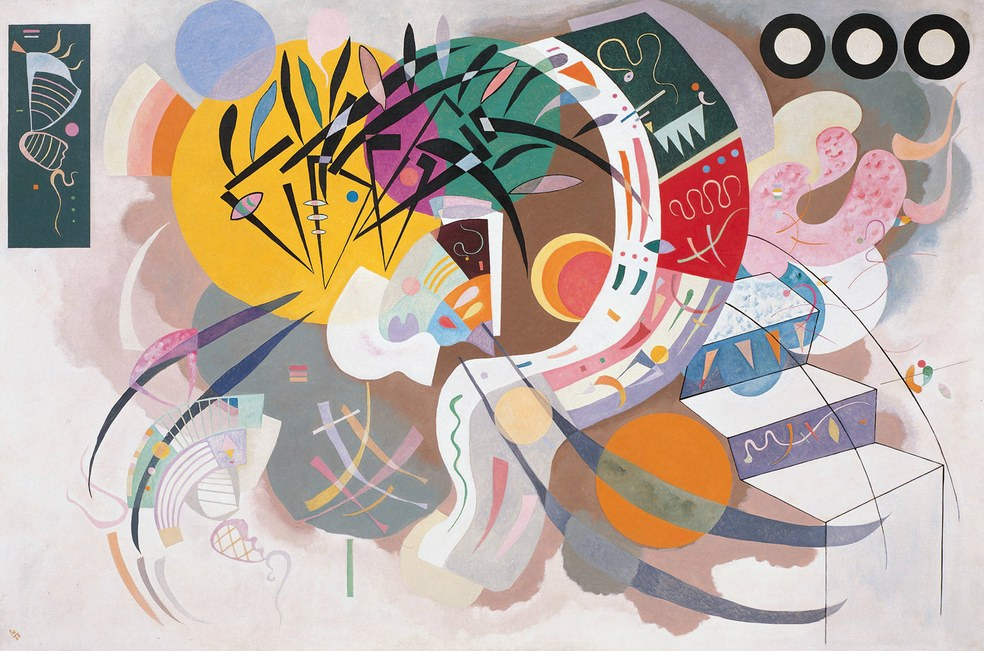
Courbe dominante (1936)
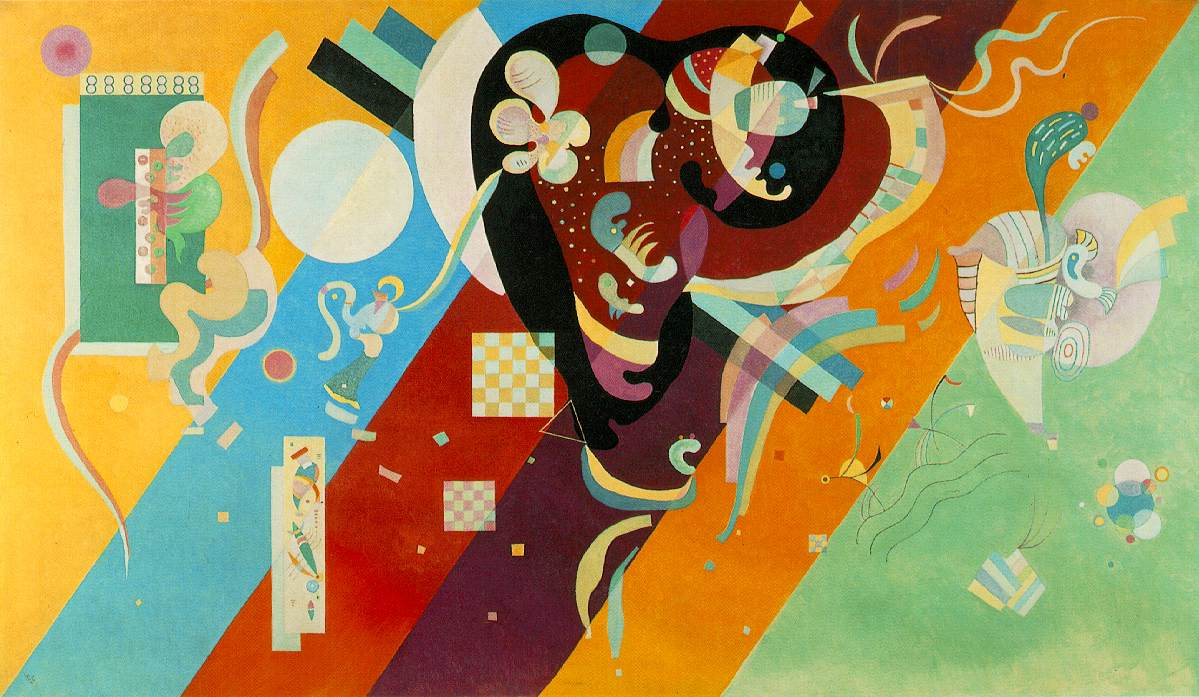
Composition IX (1936)
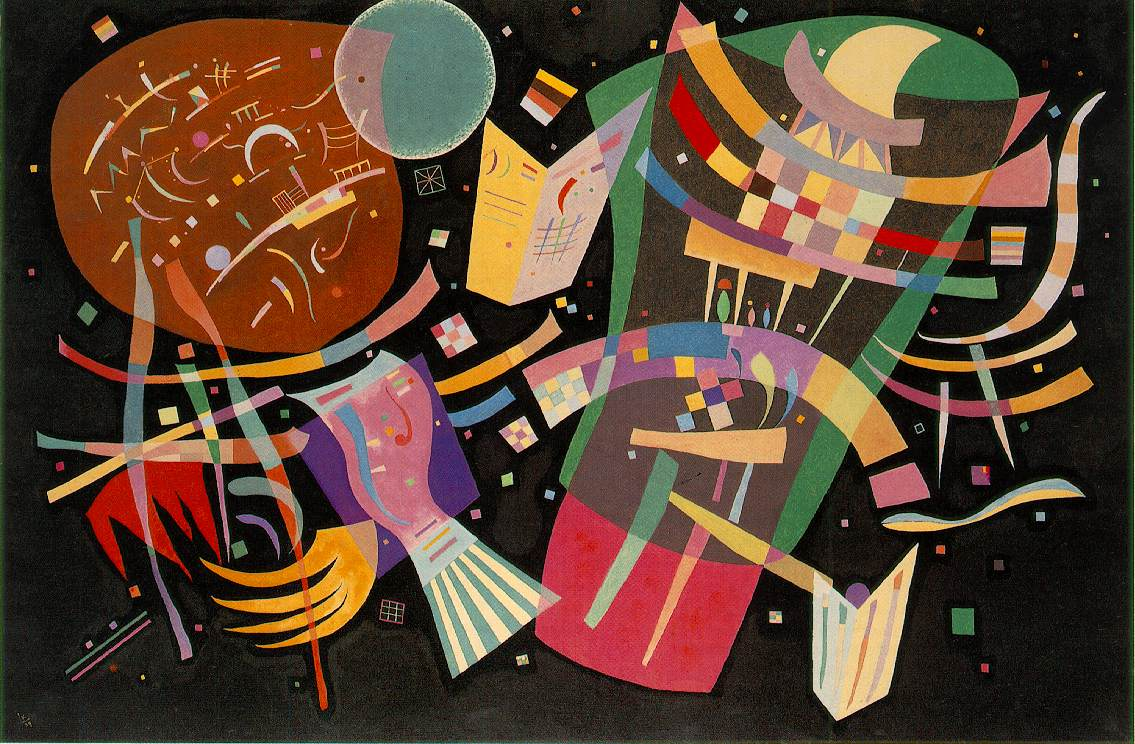
Composition X (1939)

### Gloire posthume
Après la mort de Vassily Kandinsky, et durant une trentaine d’années, Nina Kandinsky n’a cessé de diffuser le message et de divulguer l’œuvre de son mari. L’ensemble des œuvres en sa possession a été légué au Centre Georges-Pompidou, à Paris, où l’on peut voir la plus grande collection de ses peintures.
Nina Kandinsky crée en 1946 le prix Kandinsky « destiné à couronner la recherche de jeunes peintres dans le domaine de l’abstraction », et décerné pour la première fois à Jean Dewasne.

## L'œuvre de Kandinsky
Voir aussi la catégorie des Œuvres de Vassily Kandinsky.

### Les peintures
- 1906 : Couple à cheval, huile sur toile, musée Lenbachhaus (Munich)
- 1907 : La Vie mélangée, tempera sur toile (130 × 162 cm)[51], peinte pendant son séjour à Sèvres, musée Lenbachhaus (Munich)
- 1908 : Murnau, Landschaft mit Turm, huile sur carton, musée national d'Art moderne (Paris)
- 1909 : Improvisation VI (Africain), huile sur toile, musée Lenbachhaus (Munich)
- 1910 : Murnau avec Église II, huile sur toile, (96 × 105 cm), Eindhoven, Stedeljik Van Abbe Museum[52]
- 1911 : Composition IV, huile sur toile, (159,5 x 250,5 cm), Nordheim-Westfalen, Dusseldorf[53]
- 1912 : Mit dem schwarzen Bogen (Avec l'arc noir), huile sur toile, Centre Pompidou (Paris)
- 1913 : Sans titre, huile sur toile, musée national d'Art moderne (Paris)
- 1913 : Composition VII, huile sur toile, galerie Tretiakov (Moscou)
- 1913 : Paysage, huile sur toile, musée de l'Ermitage, Saint-Pétersbourg.
- 1914 : Bild mit rotem Fleck, huile sur toile, musée national d'Art moderne (Paris)
- 1914 : Improvisation avec formes froides, huile sur toile, galerie Tretiakov (Moscou)
- 1914 : Gorge Improvisation, huile sur toile, musée Lenbachhaus (Munich)
- 1915 : Peinture non objective, musée des beaux-arts de Riazan
- 1916 : Moscou. La Place Verte, huile sur toile, galerie Tretiakov (Moscou)
- 1921 : Tache rouge II, huile sur toile, musée Lenbachhaus (Munich)
- 1922 : Schwarzer Raster (Trame noire), huile sur toile, 96 x 106 cm, musée d'Arts de Nantes
- 1923 : Composition VIII, huile sur toile, musée Solomon R. Guggenheim (New York)
- 1925 : Jaune-rouge-bleu, huile sur toile, Centre Pompidou (Paris)[54]
- 1925 : Balancement, huile sur carton, Tate Modern (Londres)
- 1929 : Herunter (Vers le bas), huile sur carton, 49 x 49 cm, musée d'Arts de Nantes
- 1930 : Dreizehn Rechtecke (Treize rectangles), huile sur carton, musée d'Arts de Nantes
- 1932 : Beide gestreift (Les deux rayures), huile et gouache sur carton, musée d'art contemporain Goulandrís (Athènes)[55]
- 1936 : Composition IX, huile sur toile, Centre Pompidou (Paris)
- 1939 : Complexité simple, huile sur toile, musée de Grenoble
- 1940 : Bleu de ciel, huile sur toile, musée national d'Art moderne (Paris)
- 1944 : L'Élan tempéré, huile sur carton, musée national d'Art moderne (Paris)

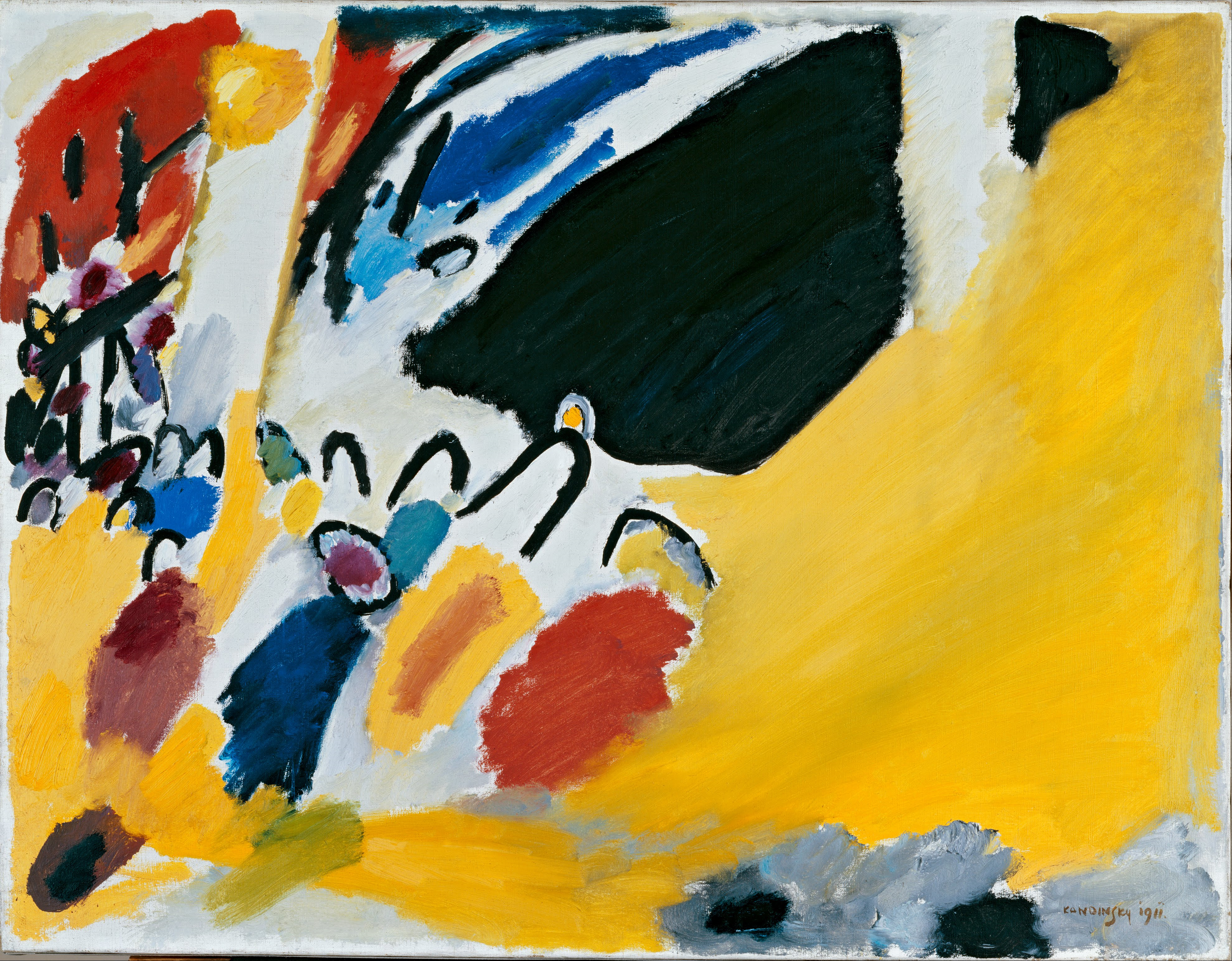
Impression III (Concert) (1911), Lenbachhaus (Munich)
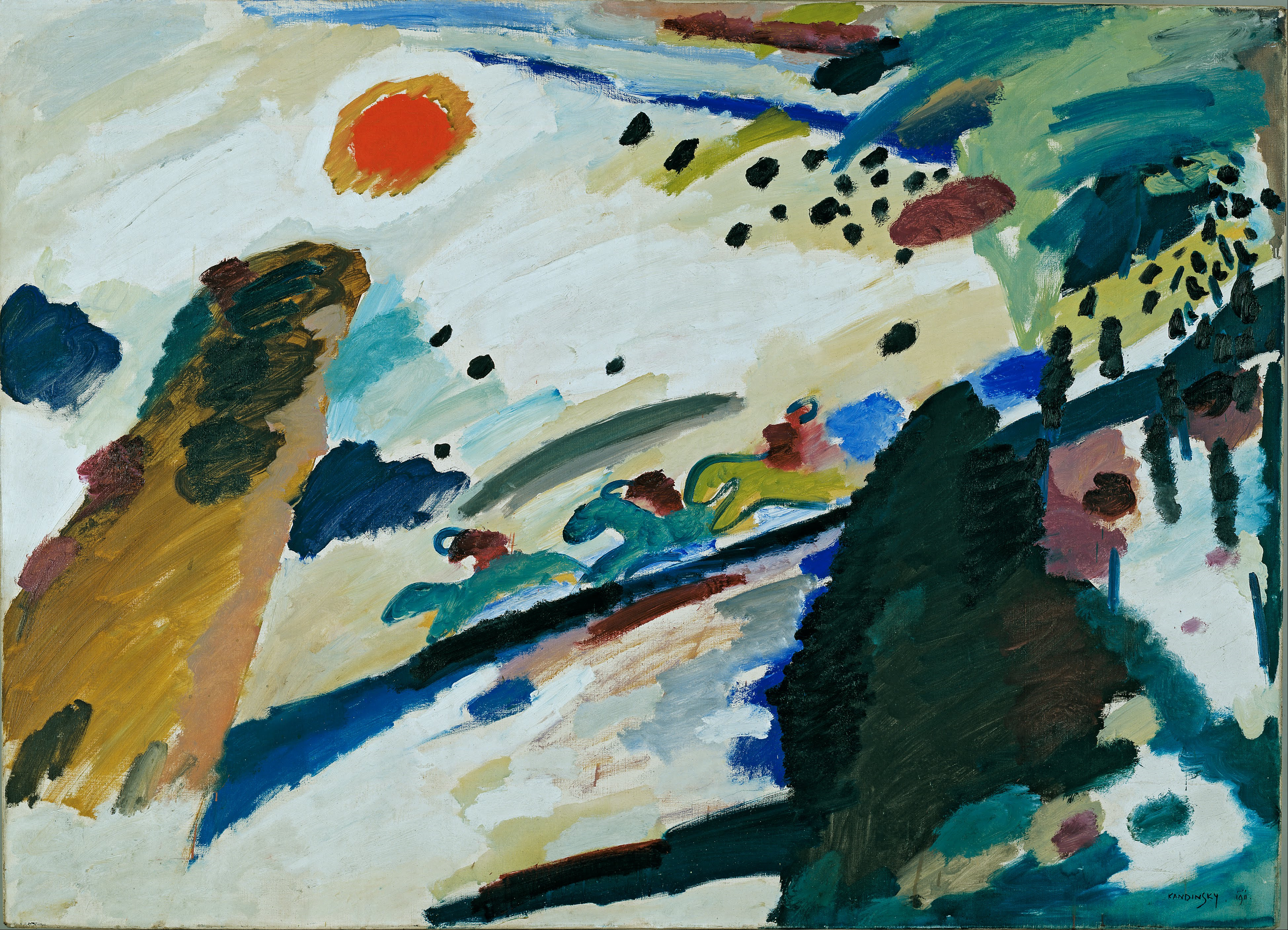
Romantic Landscape (1911), Lenbachhaus (Munich)
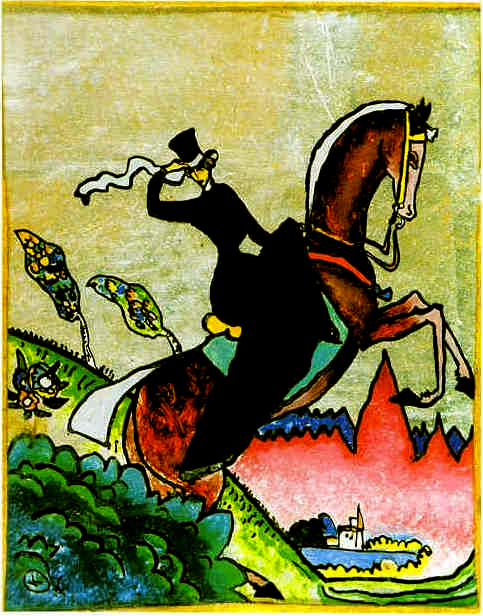
A Riding Amazon (1911), Musée national d'art d'Azerbaïdjan (Bakou)
Gorge improvisation (1914), Lenbachhaus (Munich)

### Les écrits sur l'art
La création par Kandinsky d’une œuvre purement abstraite n’est pas intervenue comme un changement abrupt, elle est le fruit d’un long développement, d’une longue maturation et d’une intense réflexion fondée sur son expérience personnelle de peintre et sur l'élan de son esprit vers la beauté intérieure et ce profond désir spirituel qu’il appelait la « nécessité intérieure », et qu’il tenait pour un principe essentiel de l’art.
Les analyses de Kandinsky sur les formes et sur les couleurs résultent de l’expérience intérieure du peintre qui a passé des années à créer des peintures abstraites, à travailler sur les formes et avec les couleurs, observant longuement et inlassablement ses propres toiles et celles d’autres artistes, constatant simplement leur effet subjectif et pathétique sur son âme d’artiste et de poète d’une très grande sensibilité aux couleurs.
Il s’agit donc d’une forme d'expérience purement subjective que chacun peut faire et répéter, en prenant le temps de regarder ses peintures et de laisser agir les formes et les couleurs sur sa propre sensibilité vivante. Il ne s’agit pas d’observations scientifiques et objectives, mais d’observations intérieures radicalement subjectives et purement phénoménologiques, qui relèvent de ce que le philosophe Michel Henry appelle la subjectivité absolue ou la vie phénoménologique absolue.

#### Du spirituel dans l’art
Cet ouvrage est écrit en 1910, trois ans avant la première exposition d'un tableau non figuratif, Composition VII. Une aquarelle datée de 1910 l'aurait précédée, mais une partie de la critique estime qu'elle est antidatée. Son format inhabituel est trop grand pour l'époque et surtout elle est inscrite tardivement dans le registre manuscrit que tient régulièrement Kandinsky à partir de 1919. Par ailleurs, les procédés picturaux sont ceux que l'artiste utilisait en 1913, et l'artiste écrit encore dans Du spirituel « Nous ne sommes pas assez avancés en peinture pour être déjà impressionnés profondément par une composition de formes et de couleurs totalement émancipée ».
Kandinsky compare la vie spirituelle de l’humanité à un grand triangle semblable à une pyramide et que l’artiste a pour tâche et pour mission d’entraîner vers le haut par l’exercice de son talent. La pointe du triangle est constituée seulement de quelques individus qui apportent aux hommes le pain sublime. Un triangle spirituel qui avance et monte lentement, même s’il reste parfois immobile. Durant les périodes de décadence, les âmes tombent vers le bas du triangle et les hommes ne recherchent que le succès extérieur et ignorent les forces purement spirituelles.
Lorsque l’on regarde les couleurs sur la palette d’un peintre, un double effet se produit : un effet « purement physique » de l’œil, charmé par la beauté des couleurs tout d’abord, qui provoque une impression de joie comme lorsque l’on mange une friandise. Mais cet effet peut être beaucoup plus profond et entraîner une émotion et une vibration de l’âme, ou une « résonance intérieure », qui est un effet purement spirituel par lequel la couleur atteint l’âme.
La « nécessité intérieure » est pour Kandinsky le principe de l’art et le fondement de l’harmonie des formes et des couleurs. Il la définit comme le principe de l’entrée en contact efficace de la forme et des couleurs avec l’âme humaine. Toute forme est la délimitation d’une surface par une autre, elle possède un contenu intérieur qui est l’effet qu’elle produit sur celui qui la regarde avec attention. Cette nécessité intérieure est le droit de l’artiste à la liberté illimitée, mais cette liberté devient un crime si elle n’est pas fondée sur une telle nécessité. L’œuvre d’art naît de la nécessité intérieure de l’artiste de façon mystérieuse, énigmatique et mystique, puis elle acquiert une vie autonome, elle devient un sujet indépendant animé d’un souffle spirituel.
Les premières propriétés qui sautent aux yeux lorsque l’on regarde la couleur isolée, en la laissant agir seule, c’est d’une part la chaleur ou la froideur du ton coloré, et d’autre part la clarté ou l’obscurité de ce ton.
La chaleur est une tendance au jaune, la froideur une tendance au bleu. Le jaune et le bleu forment le premier grand contraste, qui est dynamique. Le jaune possède un mouvement excentrique et le bleu un mouvement concentrique, une surface jaune semble se rapprocher de nous, tandis qu’une surface bleue semble s’éloigner. Le « jaune » est la couleur typiquement terrestre dont la violence peut être pénible et agressive. Le « bleu » est la couleur typiquement céleste qui évoque un calme profond. Le mélange du bleu et du jaune produit l’immobilité totale et le calme, le « vert ».
La clarté est une tendance vers le blanc et l’obscurité une tendance vers le noir. Le blanc et le noir forment le second grand contraste, qui est statique. Le « blanc » agit comme un silence profond et absolu plein de possibilités. Le « noir » est un néant sans possibilité, il est un silence éternel et sans espoir, il correspond à la mort. C’est pourquoi toute autre couleur résonne si fortement à son voisinage. Le mélange du blanc et du noir conduit au gris, qui ne possède aucune force active et dont la tonalité affective est voisine de celle du vert. Le « gris » correspond à l’immobilité sans espoir, il tend vers le désespoir lorsqu’il devient foncé et retrouve un peu d’espoir en s’éclaircissant.
Le « rouge » est une couleur chaude très vivante, vive et agitée, il possède une force immense, il est un mouvement en soi. Mélangé au noir, il conduit au « brun » qui est une couleur dure. Mélangé au jaune, il gagne en chaleur et donne l’« orangé », qui possède un mouvement d’irradiation sur l’entourage. Mélangé au bleu, il s’éloigne de l’homme pour donner le « violet », qui est un rouge refroidi. Le rouge et le vert forment le troisième grand contraste, l'orangé et le violet le quatrième.

#### Point et ligne sur plan
Ce second ouvrage est publié en 1926 (Albert Langen éditeur, Munich, série: Bauhausbücher IX), quand Kandinsky est professeur au Bauhaus.
L'artiste y analyse les éléments géométriques qui composent toute peinture, à savoir le « point » et la « ligne », ainsi que le support physique et la surface matérielle sur laquelle l’artiste dessine ou peint et qu’il appelle le « plan originel » ou « P.O. » Il ne les analyse pas d’un point de vue objectif et extérieur, mais du point de vue de leur effet intérieur sur la subjectivité vivante du spectateur qui les regarde et les laisse agir sur sa sensibilité.
Le « point » est dans la pratique une petite tache de couleur déposée par l’artiste sur la toile. Le point qu’utilise le peintre n’est donc pas un point géométrique, il n’est pas une abstraction mathématique, il possède une certaine extension, une forme et une couleur. Cette forme peut être carrée, triangulaire, ronde, en forme d’étoile ou plus complexe encore. Le point est la forme la plus concise mais, selon son emplacement sur le plan originel, il va prendre une tonalité différente. Il peut être seul et isolé ou bien être mis en résonance avec d’autres points ou avec des lignes.
La « ligne » est le produit d’une force, elle est un point sur lequel une force vivante s’est exercée dans une certaine direction, la force exercée sur le crayon ou sur le pinceau par la main de l’artiste. Les formes linéaires produites peuvent être de plusieurs types : une ligne « droite » qui résulte d’une force unique exercée dans une seule direction, une ligne « brisée » qui résulte de l’alternance de deux forces possédant des directions différentes, ou bien une ligne « courbe » ou « ondulée », produite par l’effet de deux forces qui agissent simultanément. Une « surface » peut être obtenue par densification, à partir d’une ligne que l’on fait pivoter autour d’une de ses extrémités.
L’effet subjectif produit par une ligne dépend de son orientation : la ligne « horizontale » correspond au sol sur lequel l’homme se repose et se meut, au plat, elle possède une tonalité affective sombre et froide, semblable au noir ou au bleu, tandis que la ligne « verticale » correspond à la hauteur et n’offre aucun point d’appui, elle possède au contraire une tonalité lumineuse et chaude, proche du blanc ou du jaune. Une « diagonale » possède par conséquent une tonalité plus ou moins chaude ou froide, selon son inclinaison par rapport à la verticale ou à l’horizontale.
Une force qui se déploie sans obstacle comme celle qui produit une ligne droite correspond au « lyrisme », tandis que plusieurs forces qui s’opposent et se contrarient forment un « drame ». L’« angle » que forme une ligne brisée possède également une sonorité intérieure qui est chaude et proche du jaune pour un angle aigu (triangle), froide et similaire au bleu pour un angle obtus (cercle) et semblable au rouge pour un angle droit (carré).
Le « plan originel » est en général rectangulaire ou carré, il est donc composé de lignes horizontales et verticales, qui le délimitent et qui le définissent comme un être autonome, qui va servir de support à la peinture en lui communiquant sa tonalité affective. Cette tonalité est déterminée par l’importance relative de ces lignes horizontales et verticales, les horizontales donnant une tonalité calme et froide au plan originel, tandis que les verticales lui communiquent une tonalité calme et chaude. L’artiste possède l’intuition de cet effet intérieur du format de la toile et de ses dimensions, qu’il va choisir en fonction de la tonalité qu’il souhaite donner à son œuvre. Kandinsky considère même le plan originel comme un être vivant que l’artiste « féconde » et dont il sent la « respiration ».
Chaque « partie » du plan originel possède une coloration affective qui lui est propre et qui va influer sur la tonalité des éléments picturaux qui seront dessinés dessus, ce qui contribue à la richesse de la composition qui résulte de leur juxtaposition sur la toile. Le « haut » du plan originel correspond à la souplesse et à la légèreté, tandis que le « bas » évoque plutôt la densité et la pesanteur. Il appartient au peintre d’apprendre à connaître ces effets afin de produire des peintures qui ne soit pas l’effet du hasard, mais le fruit d’un travail authentique et le résultat d’un effort vers la beauté intérieure.
Point et ligne sur plan comporte une multitude d’exemples photographiques et de dessins, issus d’œuvres de Kandinsky, qui offrent la démonstration de ses observations théoriques, et qui permettent au lecteur d’en reproduire en lui l’évidence intérieure, pour peu qu’il prenne le temps de regarder avec attention chacune de ces images, qu’il les laisse agir sur sa propre sensibilité et qu’il laisse vibrer les cordes sensibles de son âme et de son esprit. Kandinsky met néanmoins son lecteur en garde contre une contemplation trop longue, qui conduirait l'imagination à prendre le dessus sur l'expérience intérieure immédiate :

« Pour ce genre d'expérience, il vaut mieux se fier à la première impression, car la sensibilité se lasse vite et cède le champ à l'imagination. »

### La poésie:Klänge(Résonances)
Un cas plutôt exceptionnel pour l'œuvre de Kandinsky : le recueil de ses poèmes en prose Klänge (Sons, Sonorités ou Résonances paru en 1913, « atteint le sommet d'une période que les critiques qualifient de “géniale” et l'artiste de “lyrique” ». Ce livre comporte 38 textes écrits entre 1909 et 1912, accompagnés de 56 xylographies en couleurs et en noir et blanc. Kandinsky s'explique sur ses poèmes dans la revue XXe siècle (no 3), en 1938 :

« C'est depuis de longues années que j'écris de temps en temps des “poèmes en prose” et parfois même des “vers”. Ce qui est pour moi un “changement d'instrument” — la palette de côté et à sa place la machine à écrire […] [Ce livre] est un petit exemple de travail synthétique. »

### Les compositions scéniques
Kandinsky a écrit plusieurs petites pièces de théâtre ou compositions scéniques dans lesquelles il s'est efforcé d'illustrer et de mettre en pratique la synthèse des arts à laquelle il aspirait, en associant la couleur de la peinture, le son de la musique et le mouvement de la danse. Ses principales compositions scéniques sont Sonorité jaune (1909), Sonorité verte (1909), Blanc et noir (1909) et Violet (1911).

## Écrits

### Textes, essais, articles, publications graphiques

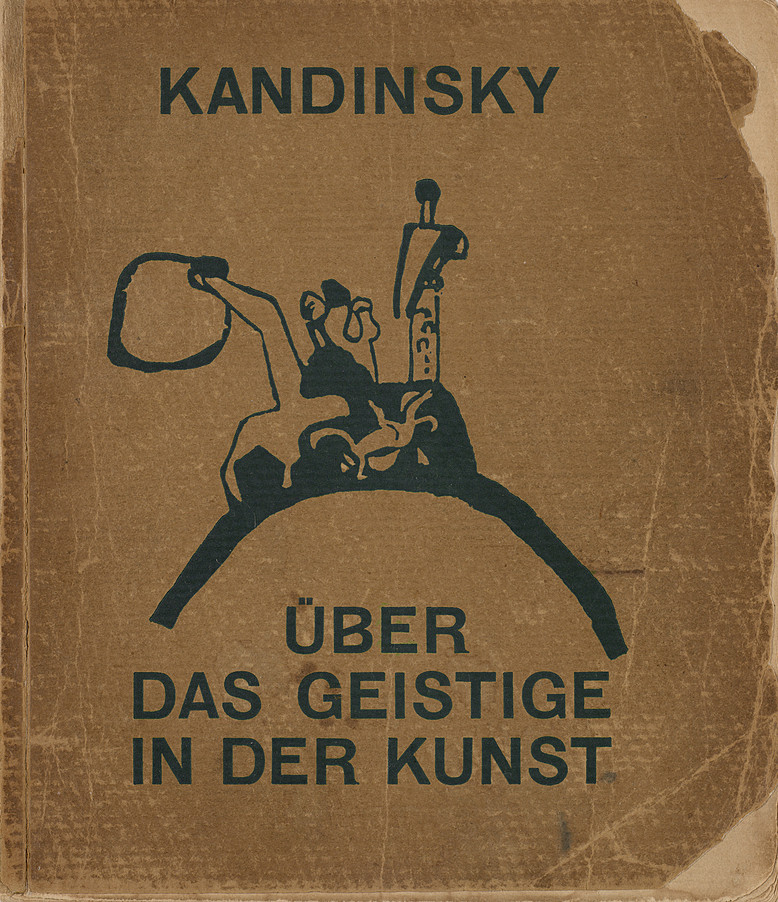
Kandinsky, couverture de l'édition originale Du spirituel dans l'art (1911)

- Poèmes sans paroles (1904) : (ru) Стихи без слов, Moscou, Stroganoff,‎ 1904 Premier album de xylographies
- Sonorité verte  (1908) composition scénique, non publiée.
- Noir et blanc (1909) composition scénique, non publiée.
- Xylographies (1909) : Xylographies (préf. Gérôme Maesse), Paris, Les Tendances Nouvelles, 1909
- Lettres de Munich (Письма из Мюнхена) (1909-1910) 5 articles parus dans la célèbre revue Apollon (II,17-20 Octobre 1909; IV,12-15,janvier 1910; VI,12-15,avril 1910; VIII,4-7,mai-juin 1910; XI:13-17, octobre 1910)
- Le Contenu et la forme (1910) : (ru) Содержание и форма Dans le catalogue de 2e salon International de Vladimir Izdebski, Odessa, 1910-1911
- Violett (1911) composition scénique, non publiée.
- Du spirituel dans l'art, et dans la peinture en particulier (c. 1905-1910, publ. 1912) : (de) Über die Geistige in der Kunst, inbesondere in der Malerei, Munich, Piper, 1912 imprimé en décembre 1911, diffusé en janvier 1912; réédition augmentée, avec une nouvelle préface en avril; nouvelle édition en septembre 1912.
- Almanach Der Blaue Reiter (1912) - (de) Der Blaue Reiter, Munich, Piper, 1912, 131 p. édition de Wassily Kandinsky et Franz Marc, contient 4 textes de Kandinsky : Eugen Khaler (pp. 53-55), Über die Formfrage (Sur la question de la forme) (pp. 74-100), Über Bühnenkomposition (De la composition scénique) (pp. 103-113) et Die gelbe Klang (La sonorité jaune) (pp. 115-131).
- Sonorités (1913) - (de) Klänge, Munich, Piper, 1913
- Album Kandinsky 1901-1913 (1913) - (de) Kandinsky 1901-1913, Berlin, Der Sturm, 1913 Cet album Kandinsky contient une photo de Kandinsky, un poème d'Albert Verwey intitulé À Kandinsky, 67 pages de reproductions, et 41 pages de texte : Rückblicke (Regards sur le passé) (pp. III-XXIX), puis 3 notices (pp. XXXIII-XXXXI) : Komposition 4, Komposition 6 et Das Bild mit weissem Rand.
  - version russe : (ru) Текст художника (Le texte de l'artiste) : ступени (étapes), Moscou, Édition du département des ars décoratifs du commissariat du peuple à la culture
- Du Matériel dans l'art, en particulier dans les arts graphiques (écrit en 1914, publication posthume 2023)
- De l'artiste (1916) - Om Konstnären, Stockholm
- Petits Mondes (1922) - (de) Kleine Welten, Berlin, Propyläen, 1922
- Point et ligne sur plan (1926) - (de) Punkt und Linie zu Fläche, Beitrag zur Analyse der malerischen Elemente, Munich, Verlag Albert Langen

### Traductions françaises, compilations posthumes
- Du spirituel dans l'art, et dans la peinture en particulier (trad. M. de Man), Paris, Drouin, 1949.2e édition, avec une postface de Charles Estienne : éditions de Beaune, 1954 ; 3e édition, 1963 ; ré-éditions avec avant-propos de Philippe Sers, Denoël-Gonthier, 1971.
- Vassily Kandinsky (trad. Nicole Debrand, Bernadette du Crest, préf. Philippe Sers), Du spirituel dans l'art, et dans la peinture en particulier, Denoël, coll. « folio-essais », 1989.
- Point ligne surface. Contribution à l'analyse des éléments picturaux (trad. Christine Boumeester, préf. Max Bill), Paris, Éditions de Beaune, coll. « Les nouveaux manifestes », 1963, 126 p., chap. 4.
- Point ligne plan. Pour une grammaire des formes. Contribution à l'analyse d'éléments picturaux, Denoël-Gonthier, 1970.2e édition, 1991 ; réédition Gallimard, coll. « Folio Essais », 1991.
- Interférences, traduit en français par Armel Guerne, Delpire, 1959 ; éd. Gallimard, 1967.
- Écrits complets[e]
  - Écrits complets. Point ligne plan. La grammaire de la création. L'avenir de la peinture, éd. Denoël-Gonthier, 1970, tome II.
  - Écrits complets. La synthèse des arts, éd. Denoël-Gonthier, 1975, tome III.
- Vassily Kandinsky, Regards sur le passé et autres textes 1912-1922, éd. Hermann, 1974 (ISBN 2-7056-5758-4, lire en ligne).  — [Kandinsky 2014] Regards sur le passé et autres textes, 1912-1922 (édition établie et présentée par Jean-Paul Bouillon), Hermann, 2014 (ISBN 978-2-7056-8913-1)
- Cours du Bauhaus, éd. Denoël-Gonthier, 1978.
- L'Almanach du "Blaue Reiter" (Le Cavalier bleu), Editions Klincksieck, 1987 (ISBN 2-252-02567-0).
- [Kandinsky 2014b] Wassily Kandinsky (introduction, traduction et notes par Olga Medvedkova), Kandinsky ou la critique des critiques : Écrits russes de Kandinsky, 1899-1911, Les Presses du réel, 2014 (ISBN 978-2-84066-454-3, présentation en ligne).
- [Klänge 2015] (de + fr) Klänge = Résonances (trad. Philippe Soupault), Hazan, 2015 (ISBN 978-2-7541-0794-5) — publié en coffret deux volumes avec [Sers 2015b] Philippe Sers, Résonances : Kandinsky et la nécessité intérieure, Hazan, 2015.
- Vassily Kandinsky (éd. établie, présentée, commentée et annotée par Nadia Podzemskaia, trad. de Valérie Pozner et de Nadia Podzemskaia), Science de l’art à l’époque révolutionnaire : Tout petits articles sur de grandes questions et autres écrits 1918-1924, Paris, Hermann, coll. « Savoir arts », 2025 (ISBN 9791037038814).

### Correspondances
- F. Busoni, W. Kandinsky, Arnold Schönberg (trad. de l'allemand), Schoenberg-Busoni. Schoenberg-Kandinsky. Correspondances, textes, Genève, Contrechamps, 1995, 248 p. (ISBN 2-940068-06-2, DOI 10.4000/books.contrechamps.1802, lire en ligne).
- Correspondances avec Zervos et Kojève, Centre Georges Pompidou, 1992 (ISBN 2-85850-718-X)
- Kandinsky-Albers : une correspondance des années trente, Centre Pompidou, 1998 (ISBN 2-85850-955-7)

### Catalogues raisonnés
- [Roethel et Benjamin 1982-1984] Hans K. Roethel et Jean K. Benjamin, Kandinsky : Catalogue raisonné de l'œuvre peint, K. Flinker, 1982-1984, 2 vol. (ISBN 2-900971-00-4)
  - [Roethel et Benjamin 1982] (fr + en) Hans K. Roethel et Jean K. Benjamin, Kandinsky : Catalogue raisonné de l'œuvre peint : Premier volume 1900-1915, 1982 (ISBN 2-900971-00-4).
    - (en) Kandinsky : catalogue raisonné of the oil paintings, Cornell University Press, 1982 (lire en ligne)

  - [Roethel et Benjamin 1984] (fr + en) Hans K. Roethel et Jean K. Benjamin, Kandinsky : Catalogue raisonné de l'œuvre peint : Deuxième volume 1916-1944, 1984 (ISBN 2-900971-00-4).
    - (en) Kandinsky : catalogue raisonné of the oil paintings, Cornell University Press, 1984 (lire en ligne)
- [Barnett 1992] (fr + en) Vivian Endicott Barnett, Kandinsky : aquarelles, catalogue raisonné : Catalogue raisonné, vol. 1, Société Kandinsky, 1992, 555 p. (ISBN 0-85667-405-2, OCLC 749427957).
- [Barnett 1994] (en + fr) Vivian Endicott Barnett, Kandinsky : aquarelles, catalogue raisonné, vol. 2, Société Kandinsky, 1994 (ISBN 2-86656-111-2)

### Monographies
- Centre Pompidou, « Vassily Kandinsky », 2008 (consulté le 26 février 2020).
- Will Grohmann (trad. Blaise Briod), Kandinsky : Sa vie, son œuvre, Paris/Cologne, Flammarion/M. DuMont, 1958, 428 p.

- Marcel Brion, Kandinsky, éd. Somogy, 1960.
- Michel Conil-Lacoste, Kandinsky, Flammarion, 1979.
- [Friedel et Hoberg 2009] Helmut Friedel (dir.) et Annegret Hoberg (dir.), Vassily Kandinsky, Citadelles & Mazenod, 2009 (ISBN 978-2-85088-276-0).
- [Hermann 2009] Brigitte Hermann, Kandinsky, sa vie, Paris, Hazan, coll. « Bibliothèque Hazan », 2009, 440 p. (ISBN 978-2-7541-0259-9).  — réed. [Hermann 2016] Kandinsky, sa vie, Hazan, 2016 (ISBN 978-2-7541-0947-5).
- Jacques Lassaigne, Kandinsky dans la collection «Le Goût de notre temps». Éditions Skira, 1964.
- Olga Medvedkova, Kandinsky ou la Critique des critiques. Les écrits russes de Kandinsky (1889-1911) traduits, annotés et préfacés par Olga Medvedkova, Presses du réel, 2014.  (ISBN 978-2840664543)
- Philippe Sers, Comprendre Kandinsky, éd. Infolio, coll. « Archigraphy », 2009, 127 p.  (ISBN 978-2884741736).
- [Sers 2015] Philippe Sers, Kandinsky : L'aventure de l'art abstrait, Éditions Hazan, 2015 (ISBN 978-2-7541-0850-8).
- [Vezin et Vezin 1991] Annette Vezin et Luc Vezin, Kandinsky et le Cavalier bleu, P. Terrail, 1991 (ISBN 2-87939-039-7) — (en) disponible sur Internet Archive.

### Ouvrages d'histoire de l'art
- Dictionnaire Bénézit, Dictionnaire critique et documentaire des peintres, sculpteurs, dessinateurs et graveurs de tous les temps et de tous les pays, vol. 7, éditions Gründ, janvier 1999, 13 440 (ISBN 2-7000-3017-6), p. 681-685.
- Nicholas Fox Weber, La Bande du Bauhaus. Six maîtres du modernisme, Fayard, coll. « Documents », 2015, 624 p.  (ISBN 978-2213661476).

### Ouvrages philosophiques
- Michel Henry, Voir l’invisible. Sur Kandinsky, Paris, PUF, coll. « Quadridge », 2005 (1re éd. 1988, chez Bourin-Julliard), 252 p. (ISBN 978-2-13-063035-7).
- Philippe Sers, Kandinsky. Philosophie de l'art abstrait. Peinture, poésie, scénographie, Skira, 2003, 352 p. (ISBN 978-88-8491-390-6).
- Alexandre Kojève, Les Peintures concrètes de Kandinsky, La Lettre volée, coll. « Palimpsestes », 2002, 44 p.  (ISBN 978-2873171629)
- Serge Chamchinov, La Méthode du « lire » la peinture : Michaux, Klee, Kandinsky, Moscou, éd. OGI, 2006  (ISBN 5-94282-341-3).

### Témoignages
- [XXe 27] Centenaire de Kandinsky, coll. « XXe siècle » (no 27), 1966 (lire en ligne) — articles republiés dans Hommage à Wassily Kandinsky, 1974 (ISBN 2-85175-044-5), reed 1984.
- [Kandinsky 1978] Nina Kandinsky, Kandinsky et moi, Flammarion, 1978 (ISBN 2-08-064013-5)

### Reproductions de ses œuvres
- Jéléna Hahl-Fontaine, Kandinsky, Marc Vokar éditeur, 1993.
- François Le Targat, Kandinsky, Albin Michel, coll. « Les grands maîtres de l’art contemporain », 1986, 128 p. (ISBN 978-0-8478-0810-6).
- Hajo Düchting (trad. de l'allemand par Catherine Flemming), Kandinsky (1866-1944) : Révolution de la peinture, Munich, Taschen, coll. « Petite Collection Art », 2012 (1re éd. 1990), 96 p. (ISBN 978-3-8228-5941-4)
- Pierre Volboudt, Kandinsky, éd. F. Hazan, 1984, 117 p.  (ISBN 978-2850250729).
- Ramon Tio Bellido, Kandinsky. Les Chefs-d'œuvre, Paris, Fernand Hazan. Paris, 1987, 142 p. (ISBN 2-85025-135-6).

### Catalogues d'expositions
- [Derouet et Moyen 1979] Kandinsky : trente peintures des musées soviétiques (catalogue d’exposition, Musée national d'art moderne, 1er février-26 mars 1979), Musée national d'art moderne, 1979 (ISBN 2-85850-089-4)
- [Derouet et Boissel 1984] Christian Derouet et Jessica Boissel, Kandinsky : œuvres de Vassily Kandinsky, 1866-1944 (catalogue d’exposition), Centre Georges Pompidou, Musée national d'art moderne, 1984 (ISBN 2-85850-262-5, lire en ligne).
- [Barnett et Zweite 1992] Vivian Endicott Barnett et Armin Zweite, Kandinsky : dessins et aquarelles (expositions, Düsseldorf, Kunstsammlung Nordrhein-Westfalen, 7 mars-10 mai 1992, Stuttgart, Staatsgalerie, 23 mai-2 août 1992), Flammarion, 1992 (ISBN 2-08-010076-9) — (en) Kandinsky : watercolors and drawings, Prestel, 1992 (lire en ligne)
- [Dabrowski 1995] (en) Magdalena Dabrowski, Kandinsky Compositions (catalogue d'expositions, New York, The Museum of Modern Art,  25 janvier-25 avril 1995, Los Angeles, County Museum of Art, 1er juin-3 septembre 1995), The Museum of Modern Art, 1995 (lire en ligne)
- [Boissel et Allemand-Cosneau 1997] Jessica Boissel et Claude Allemand-Cosneau, Kandinsky : collections du Centre Georges Pompidou, Musée national d'art moderne (catalogue d’exposition, Musée des Beaux-Arts de Nantes, janvier-mai 1998), Centre Georges Pompidou, 1997 (ISBN 2-85850-945-X).
- [Martigny 2000] Kandinsky et la Russie (catalogue d’exposition, Fondation Pierre Gianadda, 28 janvier au 12 juin 2000), Fondation Pierre Gianadda, 2000 (ISBN 2-88443-058-X).
- [Derouet et Hergott 2001] Christian Derouet (dir.) et Fabrice Hergott (dir.), Kandinsky, retour en Russie, 1914-1921 (catalogue d’exposition, Musée d'art moderne et contemporain, Strasbourg, 13 juin-16 septembre 2001), Hazan, 2001 (ISBN 2-85025-774-5).
- [Prat 2001] Jean-Louis Prat (dir.), Vassily Kandinsky : rétrospective (catalogue d’exposition, 4 juillet-10 octobre 2001, Fondation Maeght), Fondation Maeght, 2001 (ISBN 2-900923-27-1).
- [Derouet 2009] Christian Derouet (dir.), Kandinsky (catalogue d’exposition, Städtische Galerie im Lenbachhaus und Kunstbau, Munich, 25 octobre 2008-8 mars 2009, Centre Pompidou, Paris, galerie I, 8 avril - 10 août 2009, Solomon R. Guggenheim Museum, New York, 18 septembre 2009-31 janvier 2010), Centre Pompidou, 2009 (ISBN 978-2-84426-381-0, lire en ligne).
- Expressionismus & expressionismi: Berlin-Munich 1905-1920, der Blaue Reiter vs Brücke (exposition), Pinacothèque de Paris, 2011 (ISBN 978-2-35867-024-1)
- Sjeng Scheijen (dir.), The Big Change: Revolution in Russian Painting 1895-1917, Musée des Bons-Enfants, Maastricht, 2013, 188 p.
- [Bernard 2016] Sophie Bernard (dir.), Kandinsky 1933-1944 : les années parisiennes (catalogue d’exposition, Musée de Grenoble, 29 octobre 2106-29 janvier 2017), Éditions d'art Somogy et musée de Grenoble, 2016 (ISBN 978-2-7572-1190-8).
- Caroline Fournillon-Courant, Kandinsky, Formes noires sur blanc (exposition, musée Zervos), Cahiers d'art, 2023 (ISBN 978-2-85117-325-6)

## Archives
- Le fonds d'archives de Vassily Kandinsky[95] et le sous-fonds Nina Kandinsky[96] sont conservés à la Bibliothèque Kandinsky, au Centre Pompidou à Paris.
- Les Wassily Kandinsky papers, 1911-1940[97] sont conservés au Getty Research Institute à Los Angeles.
- Les archives de Gabriele Münter sont conservées à la Lenbachhaus à Munich[98].
- Les archives du Bauhaus[99] sont conservées à Berlin.

## Filmographie
- Wassily Kandinsky (1866-1944). Figures de l'invisible, « Jaune-Rouge-Bleu » ou « Gelb-Rot-Blau », émission de la série Palettes dirigée par Alain Jaubert, 25 min, réalisée par Palettes production en 1994, diffusée le 27 novembre 1994 sur Arte, première édition vidéo en 1995, DVD vidéo ARTE/éditions Montparnasse, 2007.

## Expositions monographiques en France
- Kandinsky, trente peintures des musées soviétiques, du 1er février au 8 avril 1978 au Centre Pompidou, Paris.
- Kandinsky, du 1er novembre 1984 au 28 janvier 1985 au Centre Pompidou, Paris[100].
- Kandinsky, collections du Musée national d'art moderne, du 31 janvier au 17 mai 1998, Musée des beaux-arts de Nantes[101],[102]
- Kandinsky : retour en Russie, 1914-1921, 13 juin au 16 septembre 2001, Musée d'Art moderne et contemporain de Strasbourg
- Vassily Kandinsky : rétrospective, du 4 juillet au 10 octobre 2001, Fondation Maeght
- Kandinsky, du 8 avril au 10 août 2009 au Centre Pompidou, Paris[103].
- Kandinsky, les années parisiennes (1933-1944), du 29 octobre 2016 au 29 janvier 2017 au Musée de Grenoble[104],[105],[106]

## Honneurs
- (2662) Kandinsky, un astéroïde de la ceinture principale, est nommé en son honneur.

## Timbres
- 2021: Dans le cercle[107]